# 2017年の政治
< 2016年 | 2017年の政治 | 2018年 >
2017年の政治（2017ねんのせいじ）では、2017年（平成29年）の政治分野で起きた出来事についてまとめる。
国旗が無い記述は、日本における出来事である。

## 出来事

### 1月
- 1日
  -  アントニオ・グテーレスが国際連合事務総長に就任[1]。
  -  スイスの連邦参事会で2016年の連邦副大統領だったドリス・ロイトハルトが連邦大統領に就任[2]。
- 2日 -  韓国与党セヌリ党の李貞鉉前代表が崔順実ゲート事件の責任を取り離党届を提出[3]。
- 3日
  -  アメリカ合衆国第115議会（英語版）が開会[4]。
  -  ハイチ選挙管理当局が、昨年11月の大統領選挙第1回投票の結果の検証を進めた結果、実業家のジョブネル・モイーズ の当選が確定したことを発表[5]。
- 5日 - 山形県知事選挙告示。現職の吉村美栄子以外に立候補者がおらず、無投票3選[6]。
- 6日
  -  アメリカ合衆国の上下両院の合同本会議で、大統領選の選挙人による票が開票され、大統領と副大統領に、それぞれドナルド・トランプ、マイク・ペンスの当選が公式に確定[7]。
  - 菅義偉内閣官房長官、韓国・釜山の在釜山日本国総領事館前に慰安婦像が設置されたことを受け、長嶺安政駐韓大使らの一時帰国、日韓通貨スワップの再開に向けた協議の中断など、当面の対抗措置を発表[8][9][10][11]。
- 9日 - 長嶺安政駐韓大使と森本康敬釜山総領事が一時帰国[12]。
- 10日 -  カナダのジャスティン・トルドー首相が内閣を改造。ステファン・ディオン（英語版）外相が更迭され、クリスティア・フリーランド国際貿易相が新外相に就任[13]。
- 11日 - 飯塚市長齊藤守史が、平日の市役所開庁時などに賭け麻雀を繰り返していたことの責任を取り副市長とともに辞職することを表明[14]。
- 12日 -  政権に批判的な文化・芸能界関係者を公的な支援から外す目的で作成されたとみられるブラックリストの作成や管理に関与したとして、金鍾德（朝鮮語版）前文化体育観光部長官ら3人が職権乱用などの容疑で逮捕された[15]。同月30日に、職権乱用などの罪で元長官ら3人は起訴された[16]。
- 15日 - 日本共産党第27回大会が開催され、志位和夫委員長が次期衆院選に向け、野党共闘の結束を呼び掛けた。なお、党大会には野党共闘のパートナーである民進党・社民党・自由党の党首級幹部が来賓として招待される。他党の幹部が共産党の最高意思決定機関である党大会に参加するのは初めて[17]。
- 16日
  - 自民党と日本のこころを大切にする党が、参議院での統一会派結成を参議院事務局に届け出た[18]。
  -  文亨杓（朝鮮語版）前保健福祉部長官が職権乱用容疑で起訴された[19]。
- 17日 -  イギリスのテリーザ・メイ首相がEUからの離脱をめぐる交渉に向けた政府の方針について演説し、EU単一市場から完全に撤退する意向を初めて表明[20]。
- 18日 - 日本共産党第27回大会が閉幕。志位和夫委員長と小池晃書記局長の続投を決めるとともに笠井亮を政策委員会責任者に選出[21]。
- 19日
  -  立法院臨時会で、2017年度の予算案（歳出：1兆9739億台湾元(約7兆1054億円)）が可決[22]。
  -  李在鎔サムスン電子副会長に対して贈賄、横領、偽証の容疑で請求されていた逮捕状が棄却された[23]。
  -  ガンビアのアダマ・バロウの大統領就任式。大統領任期が切れているヤヒヤ・ジャメが大統領選での不正を訴え辞任を拒否していたため、隣国セネガルのガンビア大使館で執り行われた。また、国際連合安全保障理事会にてバロウを支持する決議が全会一致で採択されたため、それに基づき西アフリカ諸国経済共同体加盟の周辺諸国がガンビア領内へ軍を派遣し圧力を強めている[24]。
- 20日
  -  アメリカ合衆国大統領バラク・オバマ任期満了。ドナルド・トランプが、大統領就任式典に於いて第45代アメリカ合衆国大統領に就任[25]。その後環太平洋パートナーシップ協定について、離脱する意思を正式表明[26]。
  - 第193回国会（通常国会）召集[27][28]。
  - 文部科学省天下り問題の発覚を受け、同日付で文部科学事務次官前川喜平の辞職を認め、文部科学審議官戸谷一夫を後任事務次官に昇格させる人事発令[29]。
- 21日
  -  文化・芸能界関係者のブラックリストの作成と実行を文化体育観光部に指示した職権乱用の容疑で、趙允旋文化体育観光部長官と金淇春元大統領府秘書室長の2人が逮捕された。趙長官は逮捕の直後に辞任[30]。その後両者は、2月7日に職権乱用などの罪で起訴された[31]。
  -  ヤヒヤ・ジャメがガンビア大統領の退任を表明[32]。同日夜にはガンビアを出国し、ギニア経由で赤道ギニアに亡命[33]。
- 22日 - 宮古島への陸上自衛隊配備の賛否が主な争点となった沖縄県宮古島市長選挙が投開票され、配備容認派で現職の下地敏彦が3選[34]。
- 23日
  - 小池百合子東京都知事の政治塾を運営する政治団体「都民ファーストの会」が「地域政党」としての活動を開始することを発表。2017年東京都議会議員選挙で40人以上の当選が目標[35]。なお、新党には「かがやけTOKYO」の所属都議3名と自民党を除名された豊島区議1名が参加。3都議は都議会に対し、「かがやけTOKYO」を改名する形で新会派「都民ファーストの会 東京都議団」の設立を届け出た[36]。
  - 翁長雄志沖縄県知事、教員採用試験で特定の受験者を合格させるよう沖縄県教育委員会に働き掛けた疑惑が持たれていた安慶田光男副知事が同日付で辞任すると発表、陳謝[37]。
- 24日 -  昨年12月27日に韓国の与党セヌリ党で集団離党を宣言した非主流派の議員など、31人が新党「正しい政党」を設立[38]。
- 25日 - 韓国・慶尚北道の金寛容知事が島根県の竹島を訪問したと発表。外務省から厳重抗議[39]。
- 27日 - 衆議院本会議で、平成28年度第3次補正予算が与党の自由民主党・公明党と日本維新の会などの賛成多数で可決された[40]。
- 29日
  - 岐阜県知事選挙で、現職の古田肇が、共産党系の新人候補に勝利し4選[41]。
  - 北九州市議会議員選挙が投開票。その結果、自民党は改選前より2議席減の18議席となるも市議会第一党の座を守った。民進党は改選前と同じ7議席、公明党は全勝で2議席増の13議席、共産党は1議席増の10議席、社民党・ふくおか市民政治ネットワークはともに1議席を獲得。無所属は7人が当選。一方、日本維新の会は全7選挙区に候補者を擁立も全敗に終わり、改選前の3議席全てを失った[42]。
  - 藤井浩人前市長が名古屋高等裁判所で事前収賄罪で有罪判決を受け辞職したことによる出直しの岐阜県美濃加茂市市長選挙で、裁判上告中の藤井が再選。ただし任期は辞職前と同じ同年6月1日までとなり、かつ在職中に最高裁判所で有罪判決が確定した場合自動的に失職、任期終了前に再度市長選挙が行われることとなる[43]。
  - 馬毛島へのアメリカ合衆国海軍空母艦載機離着陸訓練移転が主な争点となった鹿児島県西之表市長選挙で、立候補者6名がいずれも法定得票数となる有効得票数の4分の1を獲得出来ず、再選挙となる[44]。
- 30日 -  アメリカ合衆国のサリー・クイリアン・イエイツ司法長官代行が、トランプ大統領が1月27日に署名したイスラム圏7カ国出身者の入国を制限する大統領令13769号に従わないよう司法省に通知。同日、大統領はイエイツを解任し、後任に連邦検事のデイナ・ジェイムズ・ベンテイを指名[45]。
- 31日
  - 参議院本会議で、平成28年度第3次補正予算案が与党の自由民主党・公明党と日本維新の会などの賛成多数で可決され、成立[46]。
  -  エチオピアの首都アディスアベバで開かれた首脳会議でアフリカ連合へのモロッコの再加入が承認[47]。

### 2月
- 1日 -  韓国の潘基文前国連事務総長は国会内で記者会見し、次期大統領選に立候補しない考えを明らかにした[48]。
- 3日 -  北朝鮮の金元弘国家保衛相が、1月下旬に解任され軍階級も大将から上将に降格されたことが明らかになった[49]。
- 5日 - 東京都千代田区長選挙投開票。小池百合子東京都知事率いる都民ファーストの会が支援した現職の石川雅己が、自民党が推薦する新人候補らを大差で破り5選[50]。
- 7日 - 「日本のこころを大切にする党」、この日行われた議員総会において「日本のこころ」へ党名変更することを決定[51]。
- 8日 -  ソマリア大統領選挙が行われ、モハメド・アブドゥライ・モハメド元首相が当選[52]。
- 9日 - 自民党の勉強会・さいこう日本の内、会長の甘利明前経済再生担当相と、その側近で神奈川県を地盤とする議員4人が麻生派への入会を了承された[53]。
- 10日 - ワシントンで、内閣総理大臣の安倍晋三が、アメリカ合衆国大統領のドナルド・トランプと首脳会談[54]。
- 11日 -  カンボジア最大野党・救国党のサム・ランシー党首は、党首を辞任し離党する意向を表明。帰国すれば即逮捕される可能性が高く、現在はフランスに逃亡している[55]。3月2日、ケム・ソカー副党首が後任の党首に就任[56]。
- 12日
  - 沖縄県浦添市長選挙で、自民党・公明党が推薦する現職の松本哲治が、翁長雄志沖縄県知事らオール沖縄勢力が推薦・支援した新人候補を破り再選[57]。
  - 大阪府柏原市長選挙で、大阪維新の会推薦で元八尾市職員の冨宅正浩が、自民党・公明党が推薦する候補、日本共産党が推薦する候補など3名を破り初当選[58]。
  - ドイツ連邦会議、フランク＝ヴァルター・シュタインマイヤー元外相を第12代大統領に選出[59]。
  - トルクメニスタン大統領選挙にて現職のグルバングル・ベルディムハメドフが3選[60]。
- 13日
  -  マイケル・フリンアメリカ合衆国国家安全保障問題担当大統領補佐官が辞任。補佐官就任前にセルゲイ・キスリャク・ロシア駐米大使とロシア制裁問題を話し合った疑惑が持たれており、許可を受けない民間人が外交交渉に介入することを禁じる法律に抵触するおそれがあった[61]。
  -  韓国与党・セヌリ党、同国第18代大統領・朴槿恵の一連の疑惑により支持率が低下している事を受け、党名を『自由韓国党』に変更することをこの日開催の常任全国委員会と全国委員会において決定[62]。
  -  北朝鮮の第2代最高指導者金正日の長男で、現最高指導者金正恩の異母兄の金正男が、滞在先のマレーシア・クアラルンプール国際空港からマカオに出国する際に空港内にて猛毒のVXガスで殺害された[63][64]。
- 14日 - 民進党東京都連、都議会にある会派のうち、旧・民主党系の「都議会民進党」の14人と、旧・維新の党系の「民進党都議団」の4人の2つの会派を合流し、新会派「東京改革議員団」を結成[65]。
- 15日 -  アメリカ合衆国労働長官に指名されていたアンドルー・パズダーが指名の辞退を表明。同氏と妻が不法移民の女性を家庭で雇っていたことなどが発覚し、民主党だけでなく共和党の複数の上院議員からも不支持の声が出たため、議会承認の見通しが立たなくなっていた[66]。
- 17日 -  韓国の特別検察官の捜査チーム、サムスングループ実質トップの李在鎔サムスン電子副会長を贈賄や偽証など5つの容疑で逮捕[67]。
- 20日
  - 1月に「都議会自民党」を脱退し「新風自民党」を結成した都議会議員3人のうち2人が自民党に対し離党届を提出し、その後都民ファーストの会へ合流[68]。
  -  マレーシア外務省は、金正男の遺体の引き渡しを巡りマレーシアを批判した北朝鮮に抗議すると共に駐北朝鮮マレーシア大使を召還したことを明らかにした[69]。
- 22日 - 東京都議会の定例議会が開会。午後に開かれた本会議で、豊洲市場をめぐる一連の問題をめぐり、法律に基づく厳しい調査権を持つ調査特別委員会（百条委員会）の設置を全会一致で可決。都議会における百条委員会の設置は2005年以来、12年ぶり7回目。委員会では、土地購入を決めた当時の石原慎太郎元知事や浜渦武生元副知事の証人喚問を行う予定[70]。
- 25日
  - 都議会自民党のベテランで「都議会のドン」の異名をとった内田茂都議が7月開催の東京都議選に出馬せず、引退することを正式表明[71]。
  -  アゼルバイジャンのイルハム・アリエフ大統領が妻のメフリバン・アリエヴァを副大統領に任命[72]。
- 27日
  - 衆議院本会議で、平成29年度予算案が自由民主党・公明党などの賛成多数で可決され、参議院に送付された。27日の衆院通過は戦後2番目の早さに並ぶ。予算案は参院送付後30日で自然成立するため、今年度中の成立が確実になった[73]。
  - うつ病で2月末までの療養が必要と診断され、副市長を職務代理者に指名していた栗林次美大仙市長、加療が必要という理由で辞職届けを提出[74]。

### 3月
- 1日 -  ハッサン・アリ・カイレが、議会に承認されソマリアの首相に就任[75]。
- 2日
  -  2011年のエジプト革命をめぐり、反政府デモ隊の殺害に関与した罪などに問われた元大統領のホスニー・ムバーラクのやり直し裁判で、エジプトの破棄院（最高裁）は無罪判決を言い渡した[76]。
  - 栗原一たつの市長が、自身が代表を務める政治団体の収支報告書で会計責任者の名前を無断で使ったとして、有印私文書偽造・同行使の疑いで書類送検された[77]。
- 3日 - 築地市場の豊洲地区への移転問題について、移転決定当時の知事であった石原慎太郎元東京都知事の記者会見が日本記者クラブで開かれた[78]。
- 4日
  -  マレーシア外務省は、姜哲駐マレーシア北朝鮮大使に対しペルソナ・ノン・グラータを発動し国外追放することを発表[79]。その後6日に、北朝鮮側もモハマド駐北朝鮮マレーシア大使（本国召還済み）に対し、事実上の報復措置としてペルソナ・ノン・グラータを発動[80]。
  -  2日に投票が行われた北アイルランド議会選挙の結果が確定。民主統一党が28議席で第1党を維持したが、カトリック強硬派のシン・フェイン党が27議席を獲得。正副首相を選ぶ両党の連立交渉は難航が予想され、約10年ぶりに自治が停止しイギリス政府の直轄統治が復活する可能性がある[81]。
- 5日 - 自由民主党第84回定期党大会[82] が開催され、その中で自民党総裁の任期を従来の「連続2期6年」から「連続3期9年」に延長することを正式決定[83]。
- 7日 -  北朝鮮国営の朝鮮中央通信社が、マレーシア国民の同国からの出国を一時的に禁止したことを伝えた。これを受け同日、マレーシアのザヒド副首相が対抗措置として同国に滞在する北朝鮮国民の出国を即時禁止すると表明。なお、マレーシア側の出国禁止の対象は北朝鮮の大使館職員と政府関係者に限られるという[84]。
- 8日 - 参議院本会議で、6日に北朝鮮が4発の弾道ミサイルを発射したことに対する抗議決議が全会一致で採択[85][86]。9日には衆議院本会議でも同様の決議が全会一致で採択[87][88]。
- 9日
  - 都議選で民進党から公認を受けている中山寛進都議と田之上郁子元都議が離党届を提出[89]。
  -  アメリカ国籍を取得しているにもかかわらず虚偽の答弁をしたことが問題視され8日に議会で外相指名を満場一致で却下されていた[90][91]パーフェクト・ヤサイ・ジュニアフィリピン外務大臣が辞任[92]。
- 10日
  -  一連のスキャンダルをめぐり国会に弾劾訴追された韓国の朴槿恵大統領に対し、憲法裁判所は裁判官8名の全員一致で罷免を宣告。憲法の規定により罷免から60日以内に大統領選が開催される[93]。
  - 「長靴業界は、だいぶもうかったんじゃないか」と発言し批判を浴びた務台俊介内閣府大臣政務官が辞任[94]。後任の政務官には長坂康正が就任した[95]。
- 11日 - 東京都議会、豊洲市場を巡る一連の問題に対する百条委員会がこの日より開会。初日であるこの日は、当時の関係者を召喚し証人喚問を行った[96]。
- 12日 - 民進党定期党大会[97] が開催され、蓮舫代表が、次期衆院選に向け現在の「2030年代原発ゼロ」から目標年限を前倒しすることを目指し、原発ゼロ基本法案を作成する考えを示した[98]。
- 13日
  - 小池百合子東京都知事率いる地域政党・都民ファーストの会と公明党東京都本部は、7月開催の東京都議選に向け、政策合意を結び、相互に候補を推薦するなど選挙協力を行うことを発表[99]。
  -  ハンガリー議会はアーデル・ヤーノシュ現大統領を再選[100]。
- 15日
  -  韓国政府はこの日の臨時閣議に於いて、朴槿恵・前大統領が罷免されたことを受け『2017年5月9日に第19代大韓民国大統領選挙を執行する』ことを決定し、布告[101]。また、大統領代行の黄教安首相は「国政安定と公正な選挙管理のため、私が出馬することは適切ではないと判断した」として、大統領選挙への不出馬を表明[102]。
  -  2017年オランダ下院選挙投開票。マルク・ルッテ首相率いる中道右派与党・自由民主国民党は議席を大幅に減らしながらも第1党の座を確保。イスラム排斥とEU離脱を訴えた極右・自由党は伸び悩み、議席を増やしたものの第1党には届かなかった[103]。
- 17日
  - 衆参両院の予算委員会で、大阪府豊中市の国有地が学校法人森友学園に鑑定価格より低く売却されたことを巡って、森友学園・籠池泰典理事長の証人喚問を23日に行うことが全会一致で議決[104]。
  - 愛媛県第3区選出の白石徹議員が在職中に死去。これにより当選挙区は欠員となる[105]。
- 19日 - 1月に行われた選挙で最多得票者が法定得票数となる有効投票総数の4分の1に届かず当選者が決まらなかった、馬毛島へのアメリカ海軍の空母艦載機離着陸訓練移転が主な争点となる鹿児島県西之表市長選の再選挙が投開票され、無所属新人で元新聞記者、移転反対派の八板俊輔が、無所属3新人を破り初当選[106]。
- 20日
  - 東京都議会、豊洲市場を巡る一連の問題に対する百条委員会において、移転を決定した当時の東京都知事・石原慎太郎に対し証人喚問[107]。
  - 東ティモール大統領選挙。25日、選挙管理委員会は東ティモール独立革命戦線党首のフランシスコ・グテレスの当選を発表[108]。
- 23日 - 学校法人森友学園の国有地払い下げ問題に関連する同学園理事長・籠池泰典の衆議院・参議院予算委員会での証人喚問が行われた[109]。
- 24日 - 吉田雄人横須賀市長が自身の名刺を提示すると観光ツアーの料金割引が受けられると記載していた問題で、市議会において市長に対する問責決議案を賛成多数で可決[110]。
- 25日 - 日本維新の会は、結党以来本拠地の大阪で行ってきた党大会を東京都内で初開催[111]。大会の中では、都議選における公認候補6人や維新が掲げるマニフェストを発表した[112]。
- 26日
  - 千葉県知事選挙が投開票され、現職の森田健作が2位以下に大差を付け3選[113]。
  - 静岡市議会議員選挙が投開票され、当選者の内訳は現職36人、元職1人、新人11人。政党別では自民党16人、公明党6人、共産党5人、諸派1人、無所属20人。無所属のうち自民党推薦6人、民進党推薦2人。自民は公認候補が17人中16人当選。推薦候補は8人中6人が当選。公明党と共産党は公認候補が全員当選[114]。
  -  香港特別行政区行政長官選挙（中国語版、英語版）が行われ、前政務官の林鄭月娥が当選[115]。
  -  ブルガリア国民議会選挙が実施され、ボイコ・ボリソフ前首相率いる与党「欧州発展のためのブルガリア市民」が得票率32%で第一党を維持[116]。
- 27日
  - 参議院本会議で、平成29年度予算案が自民、公明両党などの賛成多数で可決・成立。一般会計の歳出規模は97兆4547億円で、保育士や介護職員の処遇改善や大学生向けの給付型奨学金の予算が盛り込まれた。また、高齢化に伴う社会保障費の膨張や防衛費などの増大により、5年連続で過去最大を更新した[117]。
  -  韓国検察は一連のスキャンダルで事情聴取を行った朴槿恵前大統領について、裁判所に逮捕状を請求[118]。
- 29日 -  イギリスのテリーザ・メイ首相は「リスボン条約」50条を発動し、EU離脱を正式に通告[119]。
- 30日 -  ベネズエラ最高裁は野党勢力が過半数を占める議会の立法権の剥奪を決定[120]。しかし周辺国の強い反発を受け、4月1日に取りやめを発表[121]。
- 31日 -  韓国検察が朴槿恵前大統領を逮捕[122]。

### 4月
- 2日
  - セルビア大統領選挙が行われ、アレクサンダル・ブチッチ現首相が当選[123]。
  - エクアドル大統領選挙の決選投票が行われ、レニン・モレノ前副大統領が当選[124]。
- 4日 - 韓国・釜山の日本総領事館前に慰安婦像が設置されたことに抗議し、1月9日から一時帰国中の長嶺安政駐韓大使と森本康敬釜山日本総領事が帰任[125]。
- 5日 -  韓国の与党・自由韓国党から離党した朴前大統領を支持するグループによって、セヌリ党が結成[126]。
- 6日
  - 松野頼久が新グループ創新会を旗揚げ。これにより旧維新の党グループは松野グループと江田グループに分裂[127]。
  -  ドナルド・トランプ大統領と習近平国家主席による米中首脳会談が開催[128]。
- 7日 - 地域政党・都民ファーストの会と連合東京が都民ファーストの候補の支援を約束する合意書を締結[129]。
- 9日 - 秋田県知事選挙で無所属（自民・公明・社民支持）現職の佐竹敬久が、無所属で元知事の寺田典城、共産党公認で新人の山内梅良に大差を付け3選[130]。
- 10日
  - 民進党・長島昭久衆議院議員は、共産党を含む共闘路線が採用され、党の基本政策にまで影響を及ぼすことになったことは受け入れがたいとし、民進党に離党届けを提出[131]。
  -  元政治顧問との不倫関係をめぐる公私混同疑惑で追及を受けていたロバート・ベントレーアラバマ州知事が辞任[132]。
- 11日 - 地域政党・都民ファーストの会は、7月開催の都議選の公認候補を集め、勉強会を開催。その中で、都民ファーストの会の綱領が発表される[133]。
- 13日 - 民進党・細野豪志衆議院議員が、執行部の憲法改正への対応に対する不満から党の代表代行を辞任[134]。
- 15日 - 歩行中の高齢女性（死亡）を自動車でひいたとして、元衆議院議員で京都府議会議員の田中英夫が京都府警南署により自動車運転処罰法違反（過失致傷）容疑で現行犯逮捕された[135]。
- 16日 -  トルコで大統領権限の拡大を目的とした憲法改正案の国民投票が行われ、賛成が過半数を獲得し可決された。これにより首相職は廃止され、議院内閣制から大統領制に移行する[136]。
- 18日
  -  イギリスのテリーザ・メイ首相は記者会見を開き、下院を解散し6月8日に総選挙を実施すると発表[137]。
  - 中川俊直経済産業大臣政務官が一身上の都合から辞任し、後任に大串正樹衆議院議員が就任[138]。
- 19日 - 衆議院の小選挙区の区割りを検討する衆院選挙区画定審議会（区割り審）は、一票の格差を2倍未満に収める法律に基づき、選挙区定数を青森・岩手・三重・奈良・熊本・鹿児島の6県で小選挙区を各1減し、19都道府県の97選挙区について区割りの見直しを求める改定案を安倍晋三首相に勧告[139]。
- 21日
  - 中川俊直衆議院議員が自民党を離党[140]。
  - 都民ファーストの会と東京・生活者ネットワークが都議選に向け政策協定を締結[141]。
- 23日
  - 名古屋市長選挙で、現職の河村たかし(減税日本)が、新人候補2人を大差で破り、4選[142]。
  - 沖縄県・うるま市長選挙において、自民、公明が推薦した現職の島袋俊夫市長が、社民、共産、社大、自由、民進の推薦を受けた前県議を破り3選[143]。
  - 2017年フランス大統領選挙1回目投票。過半数を獲得する候補者がいなかったため、5月7日にエマニュエル・マクロン候補とマリーヌ・ル・ペン候補の上位2名による決選投票が執行される[144]。
  - 国会議員の前期補欠選挙（辞職などが無かったため実施がなかった。）[145]。
- 25日
  - 今村雅弘復興大臣が、自らの失言の責任を取る形で辞任を表明[146]。後任には東日本大震災の被災地・福島県出身の吉野正芳衆議院議員が就任。
  - 長島昭久衆議院議員について民進党は、離党届を受理せず除籍処分とすることを正式決定[147]。
- 26日 -  ベネズエラのデルシー・ロドリゲス外務大臣は米州機構から脱退することを表明[148]。
- 28日
  - 東京都議会、豊洲市場の問題を検証する百条委員会は、浜渦武生元副知事らの偽証認定に反対し委員長辞任を表明した桜井浩之都議（自民）の不信任決議案を自民以外の賛成多数で可決。その後、桜井都議は委員会の同意を得て委員長を辞任[149]。
  - 兵庫県警察、神戸市会の会派「自民党神戸」が架空の市民意識調査などで政務活動費を不正流用していた事件で、詐欺と虚偽公文書作成・同行使などの容疑で市議や元市議4人を書類送検[150]。
- 30日 - この日までにミニ統一地方選挙が終了。1知事選・78市長選が集中的に実施された。うち22市長選は無投票で、自民・公明の与党と民進・共産を筆頭とする野党が推薦・支持した候補同士が争う「対決型」は4市長選（東京都小平市、山口県山陽小野田市、新潟県糸魚川市、沖縄県うるま市）のみが実施され、民進、共産、社民各党が推薦した現職が勝利した小平市長選挙を除く3市長選挙はいずれも与党推薦候補が制した[151]。

### 5月
- 1日 - 自民党の党紀委員会は、7年前に新党「たちあがれ日本（当時）」への合流に伴い除名した元国会議員・与謝野馨に対し、復党を了承したことを正式に発表[152]。
- 3日
  -  イギリス議会・下院が解散。6月8日の総選挙に向けた選挙戦がスタート[153]。
  - 小池百合子東京都知事率いる地域政党・都民ファーストの会が都議選において掲げるマニフェストの一部を発表[154]。
  -  アブドゥラヒ・シェイク・アッバース（英語版）公共事業・国土再建担当大臣が治安部隊にイスラーム過激派と誤認され殺害される[155]。
- 5日 -  アメリカ自治領プエルトリコが財政破綻、負債総額は約740億ドル[156]。
- 6日
  -  朴槿恵政権時代に与党だった自由韓国党、2日に「正しい政党」を離党した議員13人や無所属議員ら14人を復党させ、李完九元セヌリ党院内代表ら親朴派中心人物に対する懲戒を解除することを発表[157]。
  -  ハマースが党諮問評議会を開催し、イスマーイール・ハニーヤを新指導者に選出[158]。
- 7日
  -  2017年フランス大統領選挙、エマニュエル・マクロン候補とマリーヌ・ル・ペン候補の上位2名による決選投票が行われ、マクロン候補がル・ペン候補を退け初当選[159]。なお、マクロン新大統領は39歳(2016年5月現在)で、フランス史上最年少の大統領となる[160]。
  -  ベトナム共産党中央委員会は、ディン・ラ・タン（英語版）ホーチミン市党委員会書記を党政治局員から解任することを決定[161]。
- 9日
  - 民進党東京都連は、待機児童を抱える家庭への月額5万円程度の手当(いわゆる「東京都版・子ども手当」)支給や小中学校の給食費無償化など、子育て支援を中心に七つの重点政策をメインとするマニフェストを公表[162]。
  - 衆議院本会議にて、共謀罪の構成要件を厳格化した「テロ等準備罪」を新設する組織的犯罪処罰法改正案の審議をめぐる委員会運営が強権的だとして民進党が提出していた、鈴木淳司法務委員長に対する解任決議案を与党などが反対多数で否決[163]。
  -  アメリカ合衆国のドナルド・トランプ大統領は、連邦捜査局のジェームズ・コミー長官を解任。2016年の大統領選挙で民主党候補ヒラリー・クリントンの私用メール問題への対応を理由に挙げた[164]。
  -  朴槿恵・前大統領の罷免に伴う大韓民国第19代大統領選挙は、革新系政党・共に民主党の文在寅が大差で勝利[165]。2008年2月に就任した李明博元大統領以降、2代続いた保守系政権から革新系へ約9年ぶりの政権交代。
- 10日
  - 吉田雄人横須賀市長が自身の名刺を提示すると観光ツアーの料金割引が受けられると記載していた問題で、市議会において辞職勧告決議が賛成多数で可決[166]。
  -  大統領選挙で当選した文在寅氏の大統領任期開始[167]。
  -  コソボ議会は、隣接するモンテネグロとの国境問題への対応を巡り、批判が集まっていたイーサ・ムスタファ首相の内閣不信任決議を可決し、直後にハシム・サチ大統領が議会を解散[168]。
- 11日 - 大分県警察、4月9日投開票の佐伯市議会議員選挙でウグイス嬢に法定の限度額を超える現金を支払ったとして、佐伯市議を公職選挙法違反（買収）容疑で逮捕[169]。
- 14日 - 市長の任期満了に伴う岐阜県美濃加茂市長選挙が告示され、現職の藤井浩人市長が無投票再選[170]。
- 15日
  - 民進党東京都連が常任幹事会を開き、都議選候補者の内、離党届を提出した14人と、出馬を取りやめた1人の公認取り消しを決定した。離党届けを提出した14人は既に都民ファーストの会から公認もしくは推薦を受けている[171]。
  - 為公会と番町政策研究所、有隣会を離脱した佐藤勉らが率いるグループの3派が、合流し新派閥を結成することで正式合意[172]。
  - 薮本吉秀兵庫県三木市長が、市幹部と利害関係者が飲食した問題について約1年半にわたって虚偽の説明をしていたことを認め、辞表を提出[173]。
- 17日 -  アメリカ合衆国司法省、昨年の大統領選挙におけるロシアの干渉の捜査を行うため、ロバート・ミュラー元連邦捜査局長官を特別検察官（英語版）に任命[174]。
- 18日
  - 組織犯罪を計画段階で処罰可能とする共謀罪の成立要件を改めたテロ等準備罪を新設する組織的犯罪処罰法改正案をめぐって民進・共産・自由・社民の野党4党が出した金田勝年法務大臣に対する不信任決議案が、衆院本会議で自民・公明・維新の会などの反対多数で否決された[175]。
  -  アイルランドのエンダ・ケニー首相が、少数与党・フィナ・ゲール党首を辞任。選出された新党首が議会で首相指名を受けしだい、首相も辞任する[176]。
- 19日
  - テロ等準備罪を新設する組織的犯罪処罰法改正案が、衆議院法務委員会で自民・公明の与党と日本維新の会の賛成多数で可決。民進党や共産党など野党は「質疑が不十分だ」などと猛反発し、怒号が飛び交う中での採決となった[177]。
  - 民進党の細野豪志が、自身の党代表代行辞任による混乱の責任を取るため、自誓会の代表を辞任をすることを同会の会合にて表明し了承された[178]。
  - 大阪地裁は、社会福祉法人への寄付を装った脱税事件で相続税法違反罪に問われた和歌山県議会議員の花田健吉に対し、懲役1年6月、執行猶予3年の有罪判決を言い渡した[179]。
- 20日
  - 中国国民党の主席選挙が行われ、呉敦義前副総統が当選[180]。
  -  前日に行われたイラン大統領選挙（英語版）の結果、現職のハサン・ロウハーニー大統領が57%の得票率で再選[181]。
- 21日
  - さいたま市長選挙で現職・清水勇人が新人候補2人を下し、3選[182][183]。
  -  トルコのエルドアン大統領が与党公正発展党の党首に復帰。4月の憲法改正の是非を問う国民投票の結果、大統領と党首の兼任が可能になったことを受けたもの[184]。
- 22日 - 2014年東京都知事選挙をめぐり選挙運動員に報酬を配ったとして、公職選挙法違反（運動員買収）罪に問われていた元航空幕僚長の田母神俊雄被告に対し東京地裁にて、懲役1年10月、執行猶予5年の有罪判決が言い渡された[185]。
- 23日
  - 小池百合子東京都知事率いる地域政党・都民ファーストの会は、7月開催の都議選で訴える「議会改革」や「受動喫煙防止条例制定」など13テーマの基本政策およびマニフェストを正式に発表[186]。
  - 共謀罪の構成要件を改めたテロ等準備罪を新設する組織的犯罪処罰法改正案が衆院本会議で採決され、自民・公明両党と日本維新の会などの賛成多数で可決[187]。
  -  韓国の朴槿恵・前大統領が崔順実ゲート事件に関連した裁判の初公判に出廷し[188]、18件の起訴内容を全面的に否認[189]。
- 24日  ネパールのプラチャンダ首相が辞任。ネパール共産党統一毛沢東主義派の議長でもあるプラチャンダは昨年8月の首相就任の際、9カ月後に連立政権を組んでいるネパール会議派に首相職を譲ることを約束していた[190]。
- 26日 - 27日 - イタリアシチリア州タオルミナで第43回主要国首脳会議が開催された[191]。
- 26日 - 大阪市会にて、大阪都構想を具体化する法定協議会の設置議案を大阪維新の会、公明党などの賛成多数で可決された。大阪府議会でも6月に可決される見込みで、来月にも法定協で再び都構想の議論が始まる[192]。
- 28日 - 千葉市長選挙で、現職の熊谷俊人が無所属の新人を破り3選[193][194]。
- 30日
  - 都民ファーストの会の特別顧問を務めていた小池百合子東京都知事が、同会の代表に就任することを表明[195]。6月1日に開催される「都民ファーストの会 都議選総決起集会」において、正式に代表に就任する予定[196]。
  -  アメリカ合衆国のマイク・ダブキ（英語版）ホワイトハウス広報部長が辞任[197]。6月2日、ショーン・スパイサーホワイトハウス報道官が広報部長代行に就任[198]。
- 31日
  - 都議選で都民ファーストの会を応援するため自民党に進退伺を提出していた若狭勝衆院議員が離党届を提出[199]。
  - 東京都議会、築地市場豊洲市場を巡る一連の問題に対する百条委員会において、以前証人喚問した浜渦武生元東京副知事ら2人の証言を偽証だと認定する議決を自民党を除く5会派の賛成多数で可決。また刑事告発を本会議に求める動議も可決[200]。
  -  韓国国務総理に李洛淵が就任[201]。
  -  2017年4月2日に行われたセルビア大統領選挙（英語版）で勝利したアレクサンダル・ヴチッチがセルビア共和国大統領に就任[202]。
  -  国際連合総会、今年9月から始まる第72会期の総会議長にスロバキア外相のミロスラヴ・ライチャークを満場一致で選出[203]。

### 6月
- 1日
  - 小池百合子東京都知事は、この日開催の「都民ファーストの会 都議選総決起集会」に先立ち、党籍が残っていた自民党に対し、離党届を提出[204]。これについて自民党側は「都議選が終了してから判断する」とし、態度を保留した[205]。
  - 地域政党・都民ファーストの会は、東京都内で開催した「都議選総決起集会」において、これまで特別顧問を務めていた小池百合子東京都知事が正式に代表に就任することを表明[206]。なお「都議選総決起集会」の中では、48名の都議選公認候補も併せてお披露目された[207]。
- 2日
  - 日本のこころの中山恭子代表は、東京都議選における自民党の公認候補者60人全員に推薦を出すことを決定したことを発表[208]。
  - 東京都議会、豊洲市場を巡る一連の問題に対する百条委員会において、浜渦武生元東京都副知事ら2人の偽証などを認定する調査報告書を決定[209]。
  -  アイルランドにて与党フィナ・ゲール党首選挙（英語版）が行われ、レオ・バラッカー社会保護相が当選[210]。
- 3日 -  マルタ総選挙投票日。開票の結果翌日、ジョゼフ・ムスカット首相率いる労働党が約55%を得票して勝利[211]。
- 5日 -  サウジアラビア・バーレーン・エジプト・アラブ首長国連邦・イエメンの5ヶ国がカタールに対し、テロ組織を支援したとして国交断絶を通告したことを発表[212][213][214]。
- 6日 -  ネパール首相にネパール会議派のシェール・バハドゥル・デウバ党首が就任[215]。
- 7日
  - 参議院本会議にて、「テロ等準備罪」を新設する組織的犯罪処罰法改正案の審議を巡り法務省刑事局長を政府参考人として常時出席させることを秋野公造法務委員長が職権で決めたことなどに反発し民進党が提出した、委員長解任決議案を与党などの反対多数で否決[216]。
  - 東京都議会にて、豊洲市場を巡る一連の問題に対する百条委員会において浜渦武生元東京都副知事らが虚偽の証言をしたとして地方自治法違反（偽証）の疑いで刑事告発することを自民党などを除く賛成多数で可決[217]。
- 9日
  - 明仁天皇の退位を認める「天皇の退位等に関する皇室典範特例法」が参議院本会議で自由党(採決時に退席)を除く全会一致を以て可決・成立。同法施行日に天皇退位、皇太子が直ちに即位すること、退位後の天皇・皇后の呼称は、それぞれ上皇・上皇后とすることなど、施行日については公布後3年以内に、内閣総理大臣が皇室会議の意見を聞き、政令で決定すること等を規定。天皇の生前退位が実現すれば、1817年の光格天皇以来約200年ぶり[218]。
  - 衆議院の一票の格差是正のための改正公職選挙法が参議院本会議において自民・公明両党や、民進党・日本維新の会などの賛成多数で可決・成立。19都道府県で計97選挙区の区割りが変更され、2020年の推計人口に基づく選挙区間の1票の格差は、最大2,552倍から1,999倍に縮小する。青森、岩手、三重、奈良、熊本、鹿児島の6県で小選挙区数を各1減。東北、北関東、近畿、九州の比例4ブロックの定数も各1減され、衆院の総定数は現行の476から10削減され、戦後最少の465（小選挙区289、比例176）になる[219]。
  - 大阪府議会において大阪都構想の議論を行う法定協の設置議案が賛成多数で可決、成立。すでに大阪市会では可決されているため、今後、法定協の場において都構想の議論が再び行われることになる[220]。
  - 2017年イギリス総選挙投開票にて、与党・保守党は第一党を維持するも、318議席と選挙前の議席(330議席)を下回り、単独過半数の326議席を維持することには失敗した。一方の最大野党・労働党も議席を262議席と増加させるも政権交代はならず、第二次世界大戦後では3度目のハング・パーラメント（宙ぶらりんの議会）となった。また、第3党のスコットランド国民党は35議席と大幅に減少。右派イギリス独立党は得票率が1.8%に留まり、議席を失った[221][222]。
  -  ブラジル選挙高等裁判所、2014年の大統領選挙について、不正資金が使われた故に選挙結果は無効だと訴えた野党の主張を退け、ミシェル・テメル大統領とジルマ・ルセフ前大統領の当選を有効とする判決[223]。
- 11日
  -  フランス国民議会選挙第1回投票で、マクロン大統領率いる共和国前進と、共闘する民主運動の得票率が合32.32%の圧倒的多数を占める見通しとなり、これによって獲得する議席数は定数577のうち過半数を大きく上回る400議席以上となった。一方、投票率は過去最低の49%に落ち込んだ[224]。
  -  イギリスのテリーザ・メイ首相は、8日の総選挙の結果を受け、組閣を行い、第2次メイ内閣が発足。再任が多く小規模な改造にとどめられた[225]。
- 14日
  - 参議院本会議で、民進党と共産党が提出した金田勝年法務大臣の問責決議案の採択が行われ、自民、公明両党などの反対多数で否決[226]。
  - 参議院本会議で、国家戦略特区での学校法人「加計学園」の獣医学部の新設をめぐり、民進党が提出した山本幸三地方創生担当大臣に対する問責決議案の採決が行われ、自民・公明両党や日本維新の会などの反対多数で否決[227]。
  - 都道府県議会や市、特別区議会の議員選挙で、選挙運動用のビラ配布を解禁する改正公選法が成立した。候補者1人あたり、都道府県議選では1万6000枚、政令指定都市の市議選では8000枚、それ以外の市の市議選と特別区議選では4000枚を配布できるようになる[228]。
  -  アイルランド議会にて、与党・フィナ・ゲール党首のレオ・バラッカーを首相に選出[229]。
- 15日
  - 衆議院本会議で、民進、共産、自由、社民の野党4党が提出した安倍内閣不信任決議案が、与党と日本維新の会などの反対多数で否決[230]。
  - 参議院本会議で、「共謀罪」の構成要件を改めた「テロ等準備罪」を新設する改正組織的犯罪処罰法が、自民、公明の与党両党と日本維新の会などの賛成多数で可決、成立。与党は参院法務委員会での採決を省略する「中間報告」の手続きをとったため委員会採決は行われなかった[231]。
- 16日 - 沖縄県渡名喜村の上原昇村長が、村発注の工事の入札で業者に情報を漏らしたとして官製談合防止法違反（入札妨害）と公契約関係競売入札妨害の疑いで逮捕された[232]。
- 17日 -  バヌアツのボールドウィン・ロンズデール大統領が、心臓発作のため入院していた病院で急死[233]。
- 18日
  - 第193回国会（通常国会）会期末[234]。
  -  フランス国民議会選挙決選投票。開票の結果、マクロン大統領率いる共和国前進が単独過半数の308議席を獲得した。また、共闘する民主運動と合わせ計350議席となり、全体の約6割を得る大勝となった[235]。
- 20日 - 小池百合子東京都知事は、臨時の記者会見を開き、懸案の築地市場の移転問題について、豊洲新市場に移転した上で築地跡地を再開発する方針を正式に表明。再開発する築地市場の跡地は売却せず、東京都がそのまま所有し、食文化や観光の拠点などとして有効活用する方針[236]。
- 21日
  -  サウジアラビアのサルマーン・ビン・アブドゥルアズィーズ国王がムハンマド・ビン・ナエフ皇太子を解任、国王の息子のムハンマド・ビン・サルマーン副皇太子が皇太子に昇格し、王位継承者となった。同時に副首相や国防大臣なども兼務する[237]。
  -  フランスのマクロン大統領は、任命された閣僚4人が公金をめぐる疑惑が浮上し相次ぎ辞任した事態を受け、この4人の交代などを盛り込んだ内閣改造の人事を発表した[238]。
- 22日
  - 日本維新の会は、東京都知事の小池百合子率いる地域政党・都民ファーストの会に合流する意思を示した副代表の参議院議員渡辺喜美を除名処分とすることを発表[239]。
  - 秘書に対する暴行や暴言疑惑を週刊誌で報じられた衆議院議員豊田真由子が自民党に離党届を提出[240]。
- 23日 - 2017年東京都議会議員選挙告示。42選挙区・定数127に対し、259人が立候補。前回2013年の253人から6人増。ちなみに今回の都議選では、女性候補の人数が65人となり、およそ4人に1人が女性候補と過去最多となった[241]。
- 25日
  - 静岡県知事選挙投開票。現職の川勝平太が、新人で1992年バルセロナ五輪の柔道銀メダリスト・溝口紀子を退け3選[242][243]。
  - 神奈川県横須賀市長選挙で、自民党・民進党・公明党の推薦を受けた上地克明前市議が、現職の吉田雄人ら2名を破り初当選[244]。
- 26日
  -  イギリス総選挙で過半数割れを起こした与党・保守党は、北アイルランドの地域政党・民主統一党と閣外協力で合意。両党合わせて下院で過半数のめどが立ち、保守党政権が当面存続する見通し[245]。
  -  2017年モンゴル大統領選挙（英語版）でハルトマーギーン・バトトルガ元工業・農牧業相が38%の最多得票を獲得したが、当選に必要な過半数には届かず、7月9日に決選投票が行われる[246]。
  -  ブラジルのミシェル・テメル大統領が、国内最大の食肉加工会社JBSに便宜を図る見返りに賄賂を受け取った疑いで起訴された[247]。
- 27日 - 無所属で自民党会派所属の和田政宗参議院議員が自民党に入党届を提出[248]。
- 29日 -  セルビア議会にて、大統領ヴチッチが指名したアナ・ブルナビッチを首班とする内閣が賛成多数で承認され、同日首相に就任[249]。

### 7月
- 2日
  - 東京都議会議員選挙投開票。都民ファーストの会が、公認候補50人中49人が当選する大勝利。推薦した無所属候補6人の追加公認を含め55議席を確保し、自民党から都議会第一党の座を奪取。また選挙協力を行った公明党・生活者ネットら小池知事を支持する勢力が半数を超える圧勝。一方、自民党は23議席に終わり、2009年都議選の38議席を大幅に下回る過去最低の大惨敗[250]。その他、共産党は安倍政権と小池都政のどちらにも反対する勢力の票を吸収しさらに勢力を拡大した一方で[251]、民進党・日本維新の会は「都民ファーストVS自民」の構図の中で埋没する形となり、維新は改選前と変わらず1議席にとどまり[252]、民進に至っては2議席減の5議席に終わり、旧・民主党結党以来最低だった前回の15議席を大きく下回る結果となった[253]。
  - 兵庫県知事選挙で井戸敏三が5選[254]。
- 3日
  - 小池百合子東京都知事が「二元代表制等々への懸念があることも想定し、知事に専念する」と語り、都民ファーストの会の代表を辞任し特別顧問に就任。後任には前代表の野田数幹事長が復帰[255][256]。また自民党は、離党届けを提出していた小池都知事と若狭勝衆議院議員の離党を了承[257]。
  - 為公会（麻生派）・番町政策研究所（山東派）・天元会（谷垣グループの一部）が合流し志公会が59名[258] で発足[259]。
  - 藤末健三参議院議員は、民進党に離党届を提出したことを発表[260]。
- 8日 - 7日に行われた2017年モンゴル大統領選挙（英語版）決選投票で、野党・ハルトマーギーン・バトトルガ元工業・農牧業相が過半数を獲得して当選確実[261]。
- 9日
  - 那覇市議会議員選挙投開票。翁長雄志知事を支持するオール沖縄勢力は18議席にとどまり過半数割れ。一方、反翁長県政を掲げる自民党は改選前から3議席を上乗せし躍進。中立的な立場を取る公明党と日本維新の会は公明7・維新1をそれぞれ獲得[262]。
  - 奈良市長選挙投開票。現職の仲川げんが、前生駒市長の山下真ら新人3人を破り3選[263]。
  -  2017年モンゴル大統領選挙（英語版）決選投票日。9日に中央選挙管理委員会は、野党民主党のハルトマーギーン・バトトルガ元工業・農牧業相が当選したと発表した[264]。
- 10日
  - 学校法人「加計学園」の獣医学部新設計画に関する、閉会中審査を開催[265]。なお、この中では前川喜平・前文部科学省事務次官の参考人招致が開催されることになっている。
  - 大阪府議会は、学校法人「森友学園」に関する一連の問題について、籠池泰典・森友学園前理事長の参考人招致を開催[266]。
- 11日 - 都民ファーストの会は、元民進党の増子博樹都議を幹事長、元自民党の山内晃都議を政調会長、初当選した小池氏の元秘書の荒木千陽都議を総務会長とする党役員人事を決定した。3人はそれぞれ都議会都民ファースト会派の3役も兼任する[267]。
- 13日 -  ペルー検察当局が、マネーロンダリングの疑いでオジャンタ・ウマラ前大統領夫妻の身柄を拘束。2011年の大統領選で、ブラジルの建設会社から300万ドルの選挙資金を受け取り、不法に処理した疑い[268]。
- 14日 -  香港高等法院は議員就任宣誓に不誠実な対応を取ったとして、急進民主派の劉小麗（中国語版）、姚松炎（中国語版）、羅冠聡、梁国雄の4議員の議員資格を剥奪[269]。
- 16日 - イラン司法当局、ロウハニ大統領の弟、ホセイン・フェレイドウン（英語版）を15日に拘束したと発表。容疑は不明だが、同氏には大統領選挙に絡む汚職などが取り沙汰されていた。同氏は17日に保釈され入院[270]。
- 18日 - 民進党の蓮舫代表は、自らの二重国籍問題について、記者会見を行い、台湾（中華民国）籍から離脱していることを改めて説明。タレント活動中に、「二重国籍だ」「台湾籍だ」などと雑誌のインタビューに答えたことについては、「混同して発言した。浅はかな発言だった」と釈明[271]。
- 20日
  - 東京都議会は、豊洲市場を巡る一連の問題に対する百条委員会において虚偽の証言をしたとして、浜渦武生元都副知事ら2人を地方自治法違反（偽証）の疑いで東京地方検察庁に告発[272]。
  -  インド大統領選挙開票日。与党・インド人民党が推すラーム・ナート・コーヴィンド前ビハール州知事が当選[273]。
  -  中国検察当局、黄興国前天津市共産党委員会代理書記兼市長を収賄罪で起訴したと発表[274]。
- 21日
  - 比例東北ブロック選出の郡和子が仙台市長選挙に出馬し自動失職したことに伴い、吉田泉元衆議院議員の繰り上げ当選が決まった[275]。
  -  ホワイトハウスは、ショーン・スパイサー大統領報道官の辞任を発表。後任にはサラ・ハッカビー・サンダース副報道官が昇格する。大統領は、空席となっていたホワイトハウス広報部長に投資会社創業者アンソニー・スカラムッチ氏を充てることを決定しており、スパイサー報道官はこの人選に反発し大統領に辞意を伝えたとされている[276]。
- 22日 -  東ティモール議会選挙投開票。アラウジョ（英語版）首相が属する東ティモール独立革命戦線が首位となった[277]。
- 23日 - 仙台市長選挙で、民進・共産ら野党4党が推薦した郡和子が、自公連立与党系候補ら新人3人を退け初当選[278]。
- 24日
  - 2014年東京都知事選挙に立候補し落選した田母神俊雄元航空幕僚長らによる公職選挙法違反事件で、同法違反（買収、被買収）の罪に問われた元選対事務局長に対し東京地裁にて、懲役2年執行猶予5年、追徴金200万円の判決が言い渡された[279]。
  -  中国共産党中央規律検査委員会、重大な規律違反をしたとして孫政才・前重慶市党委員会書記に対する調査を行うと発表[280]。
  -  モルディブのアブドゥラ・ヤミーン大統領が軍を用い、国会を封鎖し議員の出入りを禁じた。大統領派の議長に対する不信任案可決を防ぐためとみられる[281]。
- 24日・25日 - 学校法人「加計学園」の獣医学部新設などをめぐる国会・予算委員会の閉会中審査を開催(24日：衆議院、25日：参議院)[282]。
- 25日
  - 民進党の野田佳彦幹事長は東京都議会議員選挙敗北の総括のため開いた両院議員懇談会において、敗北の責任を取り幹事長を辞任する意向を表明。また、蓮舫代表は冒頭あいさつにて次期衆院選での参院からの鞍替えを表明[283]。
  -  オーストラリアのマシュー・キャナヴァン資源・北部担当相が、二重国籍だったことが分かったとして辞任。この月に入ってからすでに野党議員2人が二重国籍で議員辞職している[284]。
  -  リビア、ファイズ・サラージ暫定首相と、民兵組織「リビア国民軍」を率いる旧リビア軍のハリファ・ハフタル元将軍が会談。停戦で合意し、大統領選と議会選の早期実施に取り組むことで一致[285]。
- 27日
  - 民進党の蓮舫代表が辞任を表明[286]。
  -  スウェーデンで政府の情報システムからの大規模な情報流出が発覚、流出を把握していながらロベーン首相への報告を怠っていたイーゲマン内相とヨハンソン社会基盤相が辞任[287]。
  -  ウクライナ政府、かつてオデッサ州知事だったミヘイル・サアカシュヴィリ前ジョージア大統領のウクライナ国籍を剥奪したと発表。これにより、サアカシュヴィリは無国籍者となった[288]。
- 28日
  - 稲田朋美防衛大臣が、PKO日報問題をめぐる一連の対応や自らの問題発言などの責任を取る形で辞任。後任には岸田文雄外務大臣が防衛相を兼任する形で就任[289]。
  -  アメリカ合衆国のトランプ大統領は、ラインス・プリーバス大統領首席補佐官を更迭し、後任にジョン・F・ケリー国土安全保障長官を起用したと明らかにした[290]。
  -  パキスタン最高裁、パナマ文書に家族の名前が載り批判されていたナワーズ・シャリーフ首相について、首相及び下院議員の資格がないとの判断を示し、選挙管理委員会に失職させるよう命じた。シャリーフ首相はこれを受け直ちに辞任を表明[291]。その後8月1日に議会にて、シャリーフ前首相側近のシャヒード・ハーカーン・アッバースィー（英語版）石油天然資源大臣が暫定首相に選出された[292]。
- 30日
  - 横浜市長選挙は、現職の林文子が元衆議院議員の長島一由ら新人候補2名に勝利し、3選を決めた[293]。
  -  ベネズエラ制憲議会選挙投開票。国会で過半数を占める野党連合は参加を拒否したため、反米左派のマドゥロ大統領派で構成される。同議会の決定は三権を優越すると憲法で定められ、実質的にマドゥロ政権の意向で政策が決定される[294]。
- 31日
  -  ホワイトハウスは、トランプ大統領が10日前に広報部長に指名したばかりのアンソニー・スカラムッチを解任したと明らかにした[295]。
  -  マラウイ警察、2013年に発覚した大規模な国庫金横領事件に絡み、ジョイス・バンダ前大統領に逮捕状を出した[296]。
  - アメリカ政府、制憲議会選挙を強行したニコラス・マドゥロ大統領を独裁者と認定し、制裁対象に指定[297]。

### 8月
- 1日
  - 民進党、藤末健三参議院議員の提出した離党届を受理せず除籍処分とすることを決定[298]。
  -  ニュージーランド労働党党首のアンドリュー・リトル、支持率低迷を理由に辞任。後任に副党首ジャシンダ・アーダーンを即日選出[299]。
  -  ベネズエラ情報機関、すでに自宅監禁下にある野党大衆意思党党首、レオポルド・ロペスと、Alianza Bravo Pueblo（英語版）党首のアントニオ・レデスマ（英語版）カラカス市長の2人を拘束[300]。
- 2日
  - 民進党は、この日行われた両院議員総会において、蓮舫代表の退陣に伴う代表選挙を、8月21日告示・9月1日投開票の日程で行うことを決定[301]。
  -  アメリカのトランプ大統領が対ロシア制裁強化法案に署名し、同法が成立[302]。
  -  タイ王国最高裁、2008年10月にバンコクで起こった反政府デモ隊と警官隊との衝突での死傷事件で、職権乱用の罪で告訴されたソムチャーイ・ウォンサワット元首相ら4人に無罪判決を下した[303]。
  -  ブラジル下院、ミシェル・テメル大統領が収賄罪で起訴されたことを受け、最高裁での裁判開始の是非を問う投票を行い、反対多数で否決[304]。
- 3日
  - 政府および自民党は、内閣改造および党役員人事を行い、第3次安倍再々改造内閣の19人および自民党執行部を初めとする新しい役員のメンバーを発表[305][306]。
  -  昨年のアメリカ大統領選挙へのロシアによる介入疑惑を捜査しているロバート・ミュラー特別検察官が大陪審を選出[307]。
  -  ウェストバージニア州のジム・ジャスティス（英語版）州知事が民主党を離党し、共和党に支持政党を変更したことを明らかにした。民主党が知事職を掌握する州は全米50州中15州に減少[308]。
  -  モンゴルの大統領府は、ハルトマーギーン・バトトルガ大統領が日本担当の外交顧問および大統領特別大使として、大相撲第68代横綱・朝青龍明徳ことドルゴルスレン・ダグワドルジを指名したことを発表[309][310]。
- 4日
  -  遼寧省前共産党委員会書記の王珉に収賄罪により無期懲役が下される[311]。
  -  ルワンダ大統領選挙投票日。ポール・カガメ大統領が得票率約98・7%で圧勝し3選[312]。
- 5日 -  ベネズエラ制憲議会、反体制派のルイサ・オルテガ・ディアス（英語版）検事総長を解任。同日、関税同盟の南米南部共同市場は、昨年12月から資格停止中のベネズエラの無期限資格停止を決定[313]。
- 7日
  - 若狭勝衆議院議員が、小池百合子東京都知事率いる地域政党・都民ファーストの会を母体とする国政における政治団体「日本ファーストの会」を設立したことを発表。同会代表には若狭議員が就き、同会が新たな政治塾「輝照塾」を運営する[314]。
  - 山梨県山梨市の職員採用試験で特定の受験者が有利になるように試験結果を改ざんしたとして、警視庁は虚偽有印公文書作成・同公使容疑で望月清賢市長を逮捕[315]。21日には受験者側から現金を受け取ったとして収賄容疑で再逮捕[316]。
- 8日
  - 細野豪志衆議院議員が民進党に離党届を提出し、10日に受理[317][318]。
  - 都議選後初となる東京都議会の臨時会が開かれ、議長に都民ファーストの会の尾崎大介、副議長に公明党の長橋桂一をそれぞれ選出[319]。
  -  先月失職したパキスタン前首相のナワーズ・シャリーフの弟で同氏に後継指名されていた、シャバズ・シャリーフパンジャーブ州首相はこの日までに、首相就任に必要な下院議員の補欠選挙への立候補断念を決めた。暫定的な首相に就任しているアッバースィー（英語版）前石油・天然資源相が総選挙まで首相を続ける見通し[320]。
  -  ケニア大統領選挙投票日。その後11日に現職のウフル・ケニヤッタ大統領の再選が発表[321]。
  -  南アフリカ国民議会にて、野党が提出したジェイコブ・ズマ大統領不信任案の採決が行われた。賛成177・反対198で否決されたものの、与党アフリカ民族会議からも多数の造反が出た[322]。
- 10日
  - 南スーダンPKOの日報問題をめぐる閉会中審査を衆議院安全保障委員会と参議院外交防衛委員会でそれぞれ実施[323]。
  -  ブラジル連邦最高裁判所、検察から提出されたミシェル・テメル大統領の収賄容疑での起訴状について、同大統領の在任中はその司法手続きを停止することを決定[324]。
- 12日
  - 7日に逮捕された望月清賢山梨市長、市議会議長に退職届を提出し受理され[325]、翌日の臨時市議会にて全会一致で辞職が承認された[326]。
  -  バージニア州シャーロッツビルにおいて、南北戦争時の南軍司令官ロバート・E・リーの銅像撤去に抗議する白人至上主義グループが集会を開催しようとしたところ、人種差別撤廃を訴える市民団体と衝突。死傷者が出るなど過激化したことを受けて州は非常事態を宣言。事件を受けた声明においてトランプ大統領が白人至上主義者らを直接非難しなかったと報じられたことなどから[327]、その後大統領の助言組織のメンバーの辞任が相次ぎ、16日にトランプ大統領は製造業評議会と戦略・政策フォーラムの二つの助言組織の解散に追い込まれた[328]。（2017年のユナイト・ザ・ライト・ラリー）
- 13日 -  解任され国外に逃れて以降初めて帰国したリビアのアリー・ゼイダーン元首相が首都トリポリで民兵組織に拉致されたが、同月22日に無事解放された[329][330]。
- 16日 - 横山博幸衆議院議員が民進党に離党届けを提出[331]。
- 18日
  - 木内孝胤衆議院議員が民進党に離党届けを提出[332]。
  -  ホワイトハウス、スティーブ・バノン首席戦略官・大統領上級顧問の退任を発表[333]。
  -  ベネズエラ制憲議会、野党が多数を占める国会から立法権などの権限を剥奪したと宣言[334]。
- 20日
  -  中国国民党の党大会が開かれ、呉敦義が正式に主席に就任[335]。
  -  イラン国会、ロウハニ大統領が指名した閣僚候補17人の信任投票を行い、エネルギー相候補1人の信任を拒否[336]。
- 21日
  - 民進党代表選挙告示。前原誠司元外務大臣、枝野幸男元内閣官房長官の2人が立候補を届け出る[337]。
  -  キルギス首相のソーロンバイ・ジェーンベコフ、大統領選挙への立候補を表明し辞任[338]。翌22日、第1副首相のムハンメトカルイ・アブルガジエフ（英語版）が首相代行[339]。
- 23日
  - 民進党、横山博幸・木内孝胤両衆議院議員が提出した離党届を受理せず除籍処分とすることを決定[340]。
  -  アンゴラ議会総選挙投票日。与党アンゴラ解放人民運動が約64%の得票で勝利[341]。
- 25日
  -  アメリカ、国家安全保障問題担当のセバスチャン・ゴルカ大統領副補佐官が辞任[342]。
  -  朴槿恵前大統領への贈賄罪などに問われたサムスングループ事実上トップ・李在鎔サムスン電子副会長の判決公判がソウル中央地裁にて開かれ、懲役5年が言い渡された[343]。
  -  タイ王国最高裁判所、職務怠慢の罪に問われ判決公判を予定していたが体調不良を理由に出廷しなかったインラック・シナワット前首相に対し逮捕状を出した[344]。
  -  香港終審法院、立法会での就任宣誓を巡る司法審査で、規定通り宣誓を行わなかったとして議員資格剥奪処分を処した青年新政の梁頌恆、游蕙禎両氏の上告を棄却。両氏の議員資格剥奪が確定[345]。
  -  トンガ国王のトゥポウ6世、議会の解散を命じ、トンガ首相アキリシ・ポヒヴァ（英語版）は解任[346]。
  -  キルギス議会はサパル・イサコフ（英語版）を新首相として承認、翌26日に就任[347]。
- 27日
  - 茨城県知事選挙投開票。自民・公明の連立与党らが推薦した元IT企業役員・大井川和彦が、全国最多となる7期目を目指した現職・橋本昌を約70,000票差の僅差で破って当選[348]。
  -  グアテマラのジミー・モラレス大統領、国連との合意に基づき同大統領の不正資金疑惑を調査していたグアテマラ無処罰問題対策国際委員会（英語版）のイバン・ベラスケス・ゴメス（スペイン語版）委員長を国外退去処分。また、処分に反対したカルロス・ラウル・モラレス（英語版）外相を更迭[349]。
- 28日 - 官製談合防止法違反罪で逮捕・起訴された上原昇沖縄県渡名喜村長が辞職を表明[350]。
- 30日 - 衆議院安全保障委員会と参議院外交防衛委員会が閉会中審査を開き、前日に朝鮮民主主義人民共和国(北朝鮮)が日本上空を通過する弾道ミサイルを発射したことに対し抗議する決議を全会一致で採択[351]。
- 31日
  -  パキスタン対テロ法廷、2007年のベーナズィール・ブットー元首相暗殺に関与した容疑で、パルヴェーズ・ムシャラフ元大統領の資産を差し押さえるよう命じた[352]。
  -  シンガポールのトニー・タン大統領が6年の任期を満了し退任。次期大統領就任まで大統領顧問委員会のJ・Y・ピレー（英語版）委員長が職務を代行[353]。

### 9月
- 1日
  - 民進党代表選挙開票。前原誠司が枝野幸男との一騎討ちを制し当選[354]。
  -  ケニア最高裁判所、8月8日に投票が行われた大統領選で不正があったというライラ・オディンガ元首相の異議申し立てを認め、現職のケニヤッタ大統領の再選を無効とし60日以内の再選挙の実施を命じた[355]。
  -  全国人民代表大会常務委員会で、国歌「義勇軍進行曲」の尊重を求める国歌法が可決、成立。国歌の替え歌など国歌への侮辱行為を行なった者に対して警告または拘留することが可能となる[356]。
  -  左翼武装勢力コロンビア革命軍が政府との和平合意に基づき、合法政党「人民革命代替勢力」設立を宣言[357]。
- 3日 -  カンボジアの最大野党・救国党のケム・ソカー党首が国家反逆容疑で逮捕された[358]。
- 4日 -  台湾の林全行政院長、政権の支持率低迷を受け辞表を提出し、蔡英文総統が受理[359]。その後8日、後任に頼清徳台南市長が就任[360]。
- 5日
  - 衆議院外務委員会と参議院外交防衛委員会が閉会中審査を開き、3日に朝鮮民主主義人民共和国(北朝鮮)が核実験を強行したことに対し厳しく抗議する決議を全会一致で可決[361]。
  - 民進党が両院議員総会を開き、前原代表が提示した役員人事を承認。新体制による執行部が発足[362]。
  -  ブラジル検察、汚職のための組織を形成した罪などで、ルラ元大統領、ルセフ前大統領ら労働者党幹部8人を起訴[363]。
- 6日
  -  閣僚資格を審査する議会の任命委員会はラファエル・マリアノ（英語版）農地改革大臣の不承認を決定。ドゥテルテ政権下では4人目[364]。
  -  スペイン・カタルーニャ州議会、独立の是非を問う住民投票実施のための法案を賛成多数で可決、成立[365]。
- 7日
  - 民進党の山尾志桜里衆議院議員、自身の不倫報道を受けて離党届を提出[366]。民進党側は翌8日に離党届を正式に受理した[367]。
  -  モンゴル国家大会議、政権運営能力の欠如などを理由に内閣不信任決議案を賛成多数で可決。これを受けエルデネバト内閣は退陣[368]。
  -  メキシコ政府は、核実験強行に抗議するため金炯吉駐メキシコ北朝鮮大使にペルソナ・ノン・グラータを通告。72時間以内に国外追放すると発表[369]。
- 8日 -  パキスタン捜査当局、タックス・ヘイヴンを通じ資産隠しを行った罪でナワーズ・シャリーフ前首相を起訴[370]。
- 9日 -  ウルグアイ、ラウル・センディック（英語版）副大統領がTwitterで辞意を表明。公営石油会社・ANCAP（英語版）総裁時に会社のキャッシュカードを私的利用していた嫌疑が浮上していた[371]。
- 10日 -  ロシア、統一地方選挙が行われ、首長選が行われたクリミア半島・セヴァストポリを含めた15の州や共和国などすべての連邦構成体で与党統一ロシアの候補が勝利。一方、モスクワ区議会選挙ではリベラル系野党ヤブロコが躍進し、都市部での政権不満の高まりも浮き彫りになった[372]。
- 11日
  - 都民ファーストの会、10日付で野田数代表が辞任し、総務会長の荒木千陽東京都議を新たに代表に選出したと発表[373]。
  -  シンガポール大統領に前国会議長のハリマ・ヤコブが無投票当選。立候補者のうちハリマ前議長1人しか立候補資格を満たさなかったため[374]。
  -  2017年ノルウェー議会選挙（英語版）投開票。保守党を中心とする与党連合が勝利。欧州懐疑派の中央党が躍進[375]。
  -  ペルー政府は、核実験強行に抗議するためキム・ハクチョル駐ペルー北朝鮮大使にペルソナ・ノン・グラータを通告。5日以内に国外追放すると発表[376]。
- 13日
  - 民進党の鈴木義弘衆議院議員が離党届を提出[377]。
  - 日本のこころ代表選挙告示。現職の中山恭子以外の立候補者がいなかったため、中山代表の無投票再選が決まった[378]。
  -  スペイン検察当局、カタルーニャ州の独立に賛同していると思われる同州の市町村長約700人を刑事捜査すると発表。首長らに裁判所への出頭を命じた[379]。
- 14日
  -  ブラジル検察、政府機関を使い企業に便宜を図る見返りに賄賂を集める犯罪組織を率いたなどとして、ミシェル・テメル大統領を犯罪組織形成と司法妨害の罪で起訴[380]。
- 15日
  - 民進党の笠浩史・後藤祐一両衆院議員、民進党に離党届を提出[381]。
  - 4月の町長選で5選を果たした佐藤光宏岐阜県川辺町長が町広報に公職選挙法違反の可能性がある「当選あいさつ」の文章を掲載したとして、町議会は佐藤町長に対する問責決議を全会一致で可決[382]。
  -  ペルー国会、フェルナンド・サバラ（英語版）首相率いる内閣の信任決議案を野党の反対多数で否決[383]。これを受け17日にクチンスキ大統領は新内閣を組閣し、首相に女性のメルセデス・アラオス（英語版）第2副大統領を任命した[384]。
  -  東ティモールの首相にマリ・アルカティリ初代首相が就任[385]。
- 16日
  - 若狭勝衆院議員が主宰する政治塾「輝照塾」を都内にて開講、約200人の塾生が参加。次期衆院選で立てる候補者を育てる狙いがあり、初回の講師として小池百合子東京都知事が参加した[386]。
  -  エジプト破毀院（最高裁）、国家機密をカタールに漏洩した罪でムハンマド・ムルシー前大統領に終身刑の判決[387]。
- 17日
  -  マカオ特別行政区立法会議員選挙投票日。民主派は現有の4議席を維持[388]。
  -  シャリーフ前首相の失職に伴うパキスタン下院補欠選挙が行われ、与党候補で前首相の妻のカルスーム・ナワーズ・シャリーフ（英語版）が当選[389]。
- 18日
  -  スペイン政府は、核実験強行に抗議するため駐スペイン北朝鮮大使にペルソナ・ノン・グラータを通告[390]。
  -  クウェート政府は、核・ミサイル開発の強行への対抗措置として、駐クウェート北朝鮮大使にペルソナ・ノン・グラータを通告[391]。
- 19日
  - 民進党は離党届を提出した鈴木、後藤、笠各衆議院議員を除名することを決定[392]。
  - 日本共産党、穀田恵二国会対策委員長に選挙対策委員長委員長を兼務させることを決定[393]。
- 21日
  - 自民党茨城県連、8月の茨城県知事選挙で自民・公明両党推薦の大井川和彦候補を積極的に支援しなかったなどとして、櫻井富夫元議長や藤島正孝議長ら県議4人に対し「会派離脱」、県議2人に対し「戒告」の処分を決めた[394]。
  - 石垣市で計画されているゴルフ場建設に伴い、市有地の貸し付けなどを求め中山義隆市長を脅迫したとして、職務強要容疑で石垣市議2人らが逮捕された[395]。
- 22日 -  中国共産党中央規律検査委員会、汚職などの重大な規律違反があったとし、王三運（中国語版）前甘粛省党委員会書記の党籍剥奪を発表[396]。
- 23日 -  ニュージーランド総選挙（英語版）投開票。与党ニュージーランド国民党が第1党を維持。与野党いずれも過半数には届かなかったため少数政党との連立協議に入った[397]。
- 24日
  - 衆議院議員福田峰之が衆議院議員若狭勝と共に記者会見し、自民党を離党し若狭らが結成の準備を進める新党に参加する意向を表明[398]。翌25日に離党届を提出し受理された。務めていた内閣府副大臣についても同日、辞任が認められた[399][400]。
  - 自民党宮城県連、無所属で会派「自由民主党・こころ」所属の和田政宗参議院議員が7月に提出していた入党届を受理[401]。
  - 堺市長選挙投開票。自民党、民進党、日本のこころの推薦と共産党の支援を受けた無所属で現職の竹山修身が、大阪維新の会公認で元大阪府議の永藤英機を破り3選[402]。
  -  ドイツ連邦議会総選挙投開票。メルケル首相率いるキリスト教民主・社会同盟が第1党を維持したが、連立を組む社会民主党とともに得票率を大幅に減らした[403]。
  -  フランス元老院選挙投開票。約半数が改選された。野党右派の共和党が改選前より17議席多い159議席となり、元老院第一党を維持。一方、マクロン大統領率いる共和国前進は2議席を減らす27議席に留まった[404]。
- 25日
  - 衆議院議員松原仁が民進党に離党届を提出。その後記者団に若狭勝らが結成する新党へ参加する意向を表明[399]。
  - 東京都知事小池百合子が記者会見を行い、自身が率いる地域政党「都民ファーストの会」を母体とする国政新党『希望の党』の結成ならびに自ら新党の党首に就任することを発表[405]。
  - 日本のこころの中山恭子代表、希望の党に参加するため代表を辞任し離党。これを受け中野正志幹事長が代表代行に就任[406]。
  - 安倍首相は首相官邸で記者会見を行い、28日に召集される臨時国会の冒頭で衆院を解散する意向を表明。自民、公明両党で過半数（233議席）を勝敗ラインに設定[407]。
  -  アメリカ上院、共和党・スーザン・コリンズ上院議員がオバマケア改廃に反対する意志を表明。すでに反対表明しているジョン・マケイン議員を含めて共和党の反対者は3人となり、共和党は過半数を下回ったため改廃が困難となった。ミッチ・マコーネル上院多数党院内総務は年内の採決断念を声明[408][409]。
  -  2017年クルディスタン地域独立住民投票。クルド自治政府の選挙管理当局はその後、開票の結果「独立賛成」が92.73%に達したと発表。自治政府は「民意を示すのが目的で、直ちに独立はしない」と強調[410]。
  -  中国河北省石家荘市の中級人民法院、収賄の罪に問われていた黄興国前天津市党委員会書記代理兼市長に対し懲役12年の判決を言い渡した[411]。
- 26日
  - 公明党の長沢広明復興副大臣が、議員宿舎に知人女性を宿泊させたことの責任を取るとして、公明党に離党届を提出し、了承された。同日、参議院議員を辞職し復興副大臣についても辞表を提出した[412][413]。
  - 民進党、前日に離党届を提出した松原仁衆議院議員を除名することを決定[414]。
  - 芦刈茂太宰府市長による副市長解職問題で市議会は、市長に対する辞職勧告決議案を賛成多数で可決[415]。
  -  右派政党ドイツのための選択肢のフラウケ・ペトリー党首が離党を表明。ペトリー党首は穏健路線を主張し、極右的な色合いを強める党内強硬派と対立を強めていた[416]。
  -  ジョアン・ロウレンソがアンゴラの大統領に就任。38年続いたジョゼ・エドゥアルド・ドス・サントス政権に幕[417]。
- 27日
  - 小池百合子東京都知事は記者会見を行い、自ら代表を務める国政新党『希望の党』の旗揚げを正式発表[418]。
  - 元衆議院議員の新党大地・鈴木宗男代表は、次期衆議院総選挙において比例代表北海道ブロックから出馬することを表明[419]。
  - 自民党を除名された元参議院議員・衆議院議員の荒井広幸の自民党への復党が了承された[420]。
  - 辞任した福田峰之前内閣府副大臣と長沢広明前復興副大臣の後任に、自民党の赤間二郎と公明党の浜田昌良をそれぞれ任命[421]。
  - 自民党と統一会派を組む無所属の浅尾慶一郎・松本剛明両衆議院議員が自民党に入党[422]。
  - 一票の格差が最大3・08倍だった2016年の第24回参議院議員通常選挙は違憲だとして選挙無効を求めた16件の訴訟で、最高裁判所は格差は「合憲」とし請求を棄却する判決を言い渡した。合区が初めて導入された結果、格差が大幅に縮小したことを評価した。最高裁が参院選を合憲と判断したのは2007年選挙以来[423]。
  -  インラック・シナワット前首相が、農家からのコメ買い取り制度で国に巨額損失を与えたとして、最高裁は禁固5年の実刑判決を下した。インラックは国外逃亡している[424]。
- 28日
  - 民進党の柿沢未途衆議院議員と平山佐知子参議院議員が離党届を提出[425][426]。
  - 正午より開催された臨時国会（第194回国会）冒頭で、衆議院議長大島理森が解散詔書を読み上げ衆議院解散[427]。内閣総理大臣による所信表明演説を行わない衆議院本会議冒頭での解散は、1996年9月以来21年ぶり4回目[428]。解散に伴い、同国会で審議予定だった法案は先送りとなる[429][430]。
  - 民進党の前原誠司代表、党常任理事会において、党として比例代表を含め公認候補を擁立せず、希望の党に公認申請を依頼し、事実上希望の党と合流することを提案、党常任理事会が承認[431]。さらに、その後行われた両院議員総会において、全会一致で採択される。これにより民進党は事実上の「解党」となる[432]。
- 29日
  - 共産党の小池晃書記局長と社民党の又市征治幹事長が衆院選での選挙協力について協議。11都府県20選挙区で候補者を一本化することで合意[433]。
  -  トム・プライスアメリカ合衆国保健福祉長官が辞任。国内の出張で20回以上高額なプライベートジェット機をチャーターしていた問題で批判を受けていた[434]。
  -  中国共産党は政治局会議を開き、巨額の賄賂を受け取るなどの重大な規律違反があったとして、7月15日に重慶市党委員会書記を解任された孫政才に対し党籍剥奪と公職追放の処分を下した[435]。
- 30日
  - 希望の党代表の小池百合子東京都知事と日本維新の会代表の松井一郎大阪府知事、衆院選において、お互いの本拠地である東京と大阪の選挙区で候補者が競合しないよう協力することを発表[436]。
  - 日本のこころが支部長らによる会合を開き、中野正志代表代行の代表就任を承認[437]。

### 10月
- 1日
  - 岡山市長選挙投開票。自民党・民進党・公明党・岡山維新の会・連合岡山の推薦を受けた現職の大森雅夫が共産党推薦候補を破り再選[438]。
  - 山梨市長選挙投開票。元県議で民進党と社民党の推薦を受けた高木晴雄が自民党推薦の元県議を破り当選[439]。
  - 武蔵野市長選挙投開票。民進党・共産党・自由党・社民党・生活者ネットの支持を受けた無所属新人の松下玲子が自民党推薦候補を破り当選[440]。
  -  スペインのカタルーニャ州で独立の是非を問う住民投票を実施。州政府は翌日未明に賛成票が9割に達したとしカルラス・プッチダモン州首相が勝利宣言、スペインのマリアーノ・ラホイ・ブレイ首相は住民投票そのものの存在を否定[441]。
  -  イタリア政府が文正男駐イタリア北朝鮮大使を国外追放すると発表。ミサイル発射や核実験強行に抗議。駐イタリア北朝鮮大使は空席が続いていて、文大使は7月に着任したばかり[442]。
- 2日
  - 民進党の枝野幸男代表代行は記者会見を行い、事実上合流する方針を決定した希望の党について、目指してきた理念と政策の方向性が異なるとして、新党「立憲民主党」の立ち上げを表明。希望の党に合流しない民進党出身リベラル系衆院議員らが参加する見通し[443]。
  -  エクアドルのホルヘ・グラス・エスピネル（英語版）副大統領、汚職容疑で身柄拘束[444]。
- 3日
  - 公明党、樋口尚也前衆議院議員の離党と衆院選の公認辞退を了承したと発表[445]。
  - 自由党・小沢一郎代表が記者会見を開き、自由党の3人の立候補予定者が希望の党から公認されたことなどを受け、一足先に合流した民進党同様、党として公認候補は擁立せず、3人は希望の党に移籍させる一方、小沢代表ならびに自由党幹事長・玉城デニーは、党籍を残したまま無所属での出馬を発表[446]。
- 4日
  - 自民党党紀委員会、いずれも二階派の長崎幸太郎、小泉龍司両前衆院議員の復党を認めた。両氏は無所属で立候補し、それぞれ前職で自民党の推薦を受ける堀内詔子、今野智博と対決する分裂選挙となる。公認は出さず、当選者を追加公認する[447]。
  -  モンゴル国家大会議、与党人民党のウフナーギーン・フレルスフを首相に任命[448]。
  -  ドイツ検察当局、ドイツのための選択肢のフラウケ・ペトリー前党首を偽証罪で起訴[449]。
  -  最大野党・カンボジア救国党所属の国会議員55人のうち半数近くが、当局の締め付け強化を避けるために国外逃亡したことが判明[450]。
- 5日
  - 福山哲郎参院議員、民進党に離党届を提出、立憲民主党に入党すると表明。同日、同党の幹事長に就任[451]。
  - 希望の党と都民ファーストの会、政策協定を結び、衆議院選挙で選挙協力を行っていくことを確認[452]。
  - 都民ファーストの会所属の音喜多駿、上田令子両都議が離党届を提出。不透明な党運営や不十分な情報公開などを離党の理由に挙げた。今後は新会派「かがやけTokyo」を設立し無所属で活動する[453][454]。
  -  スペイン憲法裁判所、カタルーニャ自治州議会が9日に予定する本会議召集を差し止める命令。独立に反対するカタルーニャ社会党の訴えを受けた措置[455]。
- 6日 -  カンボジア政府、最大野党・救国党が政権転覆を図ったとして、同党の解党を求め最高裁判所に提訴[456]。
- 8日
  - 共産党の志位和夫委員長、衆院選の249選挙区で立憲民主党、社民党との間で候補者を一本化したことを明らかにした[457]。
  - 衆院選に無所属で立候補する岡田克也民進党元代表、無所属で出馬する民進党出身の前議員による相互支援のネットワークを作ると発表[458]。
  - 佐賀市長選挙告示。現職の秀島敏行以外に立候補者がおらず、無投票での4選が確定[459]。
  - 静岡県河津町の複合施設建設計画を巡り、相馬宏行町長のリコールの是非を問う住民投票投開票。賛成票が有効投票の過半数を占めたためリコールが成立し、相馬町長は即日失職[460]。
  -  朝鮮労働党中央委員会第7期第2回総会。党幹部の人事も行われ、金正恩党委員長の妹の金与正党宣伝扇動部副部長や牡丹峰楽団楽長の玄松月らを政治局員候補に選出[461]。
- 10日
  - 第48回衆議院議員総選挙告示。小選挙区289と比例代表176の合計465議席をめぐり、1180人(小選挙区936人、比例代表単独244人)が立候補[462]。
  - 市長の後援会関係者が漁港で行っていた遊覧船事業を巡り、市が係留許可を出したのは条例違反に当たるとし、市議会が森井秀明小樽市長に対する辞職勧告決議を賛成多数で可決[463]。
  - 村発注の工事の入札で業者に予定価格の近接額などを教えたとして官製談合防止法違反と公契約関係競売入札妨害の罪に問われた上原昇前沖縄県渡名喜村長、那覇地裁で懲役1年6月、執行猶予3年の有罪判決を言い渡された[464]。
  -  3月に下院選挙が行われたが新政権発足が遅れていたオランダで、マルク・ルッテ首相率いる中道右派の与党・自由民主国民党を中心とした4党が連立政権樹立に合意[465]。
  -  カタルーニャ自治州のプッチダモン州首相、強行した住民投票で独立派が多数を占めたことを踏まえ、「市民から独立国家になるよう託された」とした。そのうえで自治州議会に対し、「スペイン政府との対話のため、独立宣言の効力をいったん凍結するよう提案する」と表明[466]。
  -  閣僚資格を審査する議会の任命委員会、ポーリン・ウビアル（英語版）保健大臣の不承認を決定。ドゥテルテ政権下での閣僚の不承認は5人目[467]。
  -  リベリア大統領選挙（英語版）投票。過半数を獲得した候補はおらず、元プロサッカー選手のジョージ・ウェアとジョセフ・ボアカイ副大統領が決選投票に進んだ[468]。
  -  8月のケニア大統領選挙で次点だったライラ・オディンガ元首相、選挙管理委員会に公正な選挙に向けた改革を実行する意思がないことを理由に、26日に予定されているやり直し大統領選挙への立候補を取りやめると発表[469]。
- 12日
  - 中央選挙管理会は選挙会を開き、公明党を離党した長沢広明の参院議員辞職に伴い、第24回参議院議員通常選挙の同党比例代表名簿に基づいて竹内真二の繰り上げ当選を決めた[470]。
  -  パレスチナ自治政府の主流派ファタハとガザ地区を実効支配しているハマースが和解に関する合意に署名。ハマース側が12月1日までにガザ地区を自治政府に引き渡す[471]。
  -  アメリカとイスラエルが国連教育科学文化機関を脱退すると発表[472]。
- 13日
  -  韓国ソウル中央地裁、朴槿恵前大統領がサムスングループからの収賄などに問われている裁判で、最大6ヶ月の勾留延長を決定[473]。
  -  ペルー議会はアラオス内閣に対する信任投票を実施し、賛成多数で可決。議会で多数を占める野党は9月にサバラ前内閣を不信任とし退陣に追い込んだが、議会との関係改善を掲げ就任したアラオス首相に対し当面の協力を表明した[474]。
- 14日 -  11日から開催されていた第18期中国共産党中央委員会第7回総会で、習近平党総書記の政治理念を盛り込んだ党規約改正案を承認。また、孫政才、黄興国らに加え、前司法部長呉愛英（中国語版）、元空軍政治委員田修思（中国語版）、副参謀長王建平（中国語版）らの規律違反による党籍剥奪処分が発表された[475][476]。
- 15日
  -  オーストリア国民議会選挙（英語版）投開票。中道右派・国民党が31・5%の得票で首位。ケルン首相率いる社会民主党は26・9%の得票で2位に留まった。極右・自由党は26%の得票[477][478]。
  -  ドイツニーダーザクセン州議会議員選挙投開票。社会民主党が36・9%の得票を得て、33・6%の得票を得たメルケル首相率いるキリスト教民主同盟を抑え勝利。連邦レベルではこれから次期政権樹立に向けた連立交渉が始まるが、首相は強気の姿勢を取りづらい情勢となっている[479]。
  -  ベネズエラで全23州の知事選が行われ、選管当局は17州で与党候補が勝利したと発表。大半の選挙区で野党が有利という事前の世論調査を覆して与党が圧勝したため、野党連合の民主統一会議は不正選挙の疑いがあると主張し結果の受け入れを拒否[480]。
  -  キルギス大統領選挙（英語版）投開票。アルマズベク・アタンバエフ前大統領の後継者のソーロンバイ・ジェーンベコフ前首相が約54%の得票で当選[481]。
  - 10日に行われたリベリア大統領選挙で、1位で元サッカー選手のジョージ・ウェア（39.0%）と、2位の副大統領のジョセフ・ボアカイ（29.1%）が共に過半数に届かず、選挙管理委員会は両者の決選投票を11月7日に行うと発表[482]。
- 17日 -  アメリカ上院の超党派議員ら、医療保険制度改革における保険会社への連邦補助金を2年間継続させることで合意。トランプ大統領も「短期的な取引」として支持する考えを示唆[483]。
- 18日 -  中国共産党第十九回全国代表大会開幕[484][485]。
- 19日
  -  野党第3党・ニュージーランド・ファースト党のウインストン・ピータース党首、最大野党・労働党を連立相手に選んだと発表。これに緑の党を加えた3党による連立政権が発足する。ニュージーランドでは9年ぶりの政権交代[486]。
  -  スペイン政府、カタルーニャ自治政府に対し独立を宣言したのかどうか明確にするよう求めていたが、期限と定めていたこの日までに十分な回答が得られなかったとし、憲法に基づきカタルーニャ自治州の自治権の一部を停止するなどの措置に踏み切ると発表[487]。
- 20日 -  韓国の最大野党自由韓国党、朴槿恵前大統領に対し離党を勧告[488]。
- 21日
  -  チェコ下院選挙（英語版）開票。アンドレイ・バビシュ前財務相率いる新興右派政党ANO 2011が29.7%の得票を得て第1党となった。一方、ボフスラフ・ソボトカ首相属する社会民主党は20.5%で第4党に留まった[489]。
  -  スペイン政府、独立を目指して憲法違反を重ねているとして、カタルーニャ自治州の自治権の一部を停止する方針を臨時閣議において正式決定。上院の承認を得た上で中央政府の権限で州議会を解散し、6カ月以内にも議会選を実施する[490]。
- 22日
  - 第48回衆議院議員総選挙投開票。一部の地方自治体では台風21号の影響により23日が開票となった[491]。
  - 宮城県知事選挙投開票。無所属で現職の村井嘉浩が共産党推薦候補を破り4選[492][493]。
  - 川崎市長選挙投開票。無所属で現職の福田紀彦が前市議ら2人を破り再選[494]。
  - 神戸市長選挙投開票。自民・公明・民進推薦で現職の久元喜造が、元兵庫県加西市長の中川暢三ら3人を破り再選[495]。
  -  代議院の約半分と元老院の約3分の1を改選するアルゼンチン上下両院中間選挙（英語版）投開票。マウリシオ・マクリ大統領率いるカンビエモス（英語版）が国民議会議席を合計109議席と第一党に押し上げたが、元老院議席は合計26議席と、前政権政党の野党・正義党には及ばず、全体でも単独過半数には達しなかった。一方、正義党を抜けたフェルナンデス前大統領率いるUnidad Ciudadana（スペイン語版）は下院計30、上院計6議席に留まった。自身も元老院で出馬し、得票率2位で議席を獲得[496]。
  -  スロベニア大統領選挙（英語版）投開票。現職のボルト・パホルが47.1%を獲得。24.93%を獲得した2位のマリヤン・シャレツと共に決選投票に進んだ[497]。
  -  イタリア北部のロンバルディア州とベネト州で、自らの権限で税収の配分を決めるなど、政府に対し自治権の拡大を求めることへの賛否を問う住民投票が行われ、いずれの州でも賛成が96%を超えた[498]。
- 23日
  - 第48回衆議院議員総選挙の開票が終了し結果が確定。自民・公明両党が計313議席を獲得し特別多数となる3分の2以上の議席を維持。野党は、公示直前に結成された立憲民主党が公示前勢力の3倍を超える55議席を獲得。希望の党は小池代表の側近若狭勝が落選するなど失速し、公示前勢力を割り込む50議席にとどまった。日本共産党は公示前勢力から半減に近い12議席に後退。社会民主党は公示前と同じ2議席を維持。日本維新の会は公示前議席を割り込む11議席に留まった。野党再編の混乱の影響から、野田佳彦前首相や岡田克也元民進党代表、小沢一郎自由党代表ら、現行の制度では最多となる22人が無所属で当選した。また、政権批判票が分散した結果、立憲民主党は2012年総選挙の民主党の57議席を下回り、野党第1党としては戦後最少の勢力となった[499][500]。
- 24日
  - 立憲民主党が両院議員総会を開き、辻元清美政務調査会長に国会対策委員長を兼務させる人事を了承。福山哲郎幹事長ら他の党役員人事も確認した[501]。
  -  中国共産党第十九回全国代表大会閉幕。行動指針に「習近平の新時代の中国の特色ある社会主義思想」という習近平党総書記の名前を冠した指導思想を盛り込んだ党規約改正案を採択。党規約に個人名が入っているのは毛沢東と鄧小平だけで、習総書記は2人の歴史的指導者に並ぶ権威を確立することになった。人事では、常務委員会のメンバー7人のうち、習総書記と李克強首相を除くほかの5人は68歳以上の常務委員は引退する慣例に従い退任[502]。
  -  イラクのクルド自治区議会は、当初11月1日に行われる予定だった、マスード・バルザニ自治政府議長の後任を選ぶ議長選挙と議会選挙を8カ月延期することを決定[503]。
- 25日
  - 大阪府警察、第48回衆議院議員総選挙において大阪15区で当選した自由民主党の竹本直一衆議院議員の運動員の土木工事会社役員を、公職選挙法違反（買収約束・事前運動）容疑で逮捕[504]。
  -  中国共産党第19期中央委員会第1回総会開会。最高指導部メンバーの政治局常務委員や政治局員を選出。常務委員には、習近平総書記と李克強首相が再任、汪洋副首相、王滬寧党中央政策研究室主任、趙楽際党中央組織部長、韓正上海市党委員会書記の5人が新任[505]。
  -  イラクのクルド自治政府、独立支持が多数を占めた住民投票の結果を「凍結」する意向を表明。同時に、中央政府に対し即時停戦と対話の開始を求めた[506]。
  -  ブラジル下院、テメル大統領が組織的な汚職先導や捜査妨害などの罪で検察に起訴されたことに関して、起訴すべきかどうかの採決を行い、否決[507]。
- 26日
  - 衆院選に無所属で出馬し当選した、岡田克也元民進党代表や野田佳彦前総理、江田憲司元民進党代表代行ら、民進党系の衆院議員13人が新会派「無所属の会」を結成[508]。
  - 立憲民主党、辻元清美国会対策委員長の政務調査会長兼務を解き長妻昭代表代行に兼務させるなどの人事を決定[509]。
  -  ケニアやり直し大統領選挙投開票。現職のウフル・ケニヤッタ大統領が90%を超える得票率を獲得し再選。しかし、前回選挙で次点だった野党連合候補のライラ・オディンガ元首相が選挙管理委員会の改革などが認められないとして選挙戦から撤退したため野党支持者の多くが投票をボイコットしたとみられ、選挙の正当性を巡り対立が起こり混乱が続いている[510]。
  -  ニュージーランド労働党のジャシンダ・アーダーン党首が首相に就任[511]。
- 27日
  - 希望の党、国会議員団を代表する共同代表を当面置かず、幹事長に大島敦前民進党幹事長を充てるなどの暫定的な執行部人事を決定。また、11月1日の特別国会の首相指名選挙で、同党の渡辺周衆議院議員に投票する方針を決定[512]。さらに、共同代表については、2017年11月中に選挙を行うことを発表[513]。
  - 民進党、両院議員総会を開き、希望の党に合流する当初の方針を撤回し、地方組織を含め民進党を存続させることを正式決定。前原誠司代表は11月1日の特別国会召集前に辞任する考えを表明[514]。
  - 熊本県警察、第48回衆議院議員総選挙において熊本1区で落選した希望の党の松野頼久元衆議院議員の運動員を、公職選挙法違反（買収約束）容疑で逮捕[515]。
  - 埼玉県警察、第48回衆議院議員総選挙において無所属で出馬し落選した豊田真由子元衆議院議員を、5月に当時政策秘書を務めていた男性の頭などを殴りけがをさせたとして、傷害と暴行の容疑で書類送検[516]。
  - 福岡県太宰府市議会、副市長解職などにより市政の混乱を招いたとし、芦刈茂市長に対する不信任決議案を全会一致で可決。これに対し、芦刈市長は30日に市議会の解散を選択[517][518]。
  -  オーストラリア高等裁判所、二重国籍のまま当選したバーナビー・ジョイス副首相ら与党議員3人・野党議員2人について、選挙での当選が無効だとする判決。ジョイス副首相らは議員資格を失い、下院でわずか1議席差で過半数を保っていたターンブル連立政権は過半数割れ[519]。
  -  スペイン・カタルーニャ自治州議会、独立に関する動議を賛成多数で可決し、スペインからの独立を宣言。その直後、スペイン上院は中央政府が提案したカタルーニャ自治州の自治権停止を承認。これを受け中央政府は、プッチダモン州首相ら州幹部を罷免し、同時に州議会も解散[520][521]。
- 28日
  - 日本維新の会は、大阪市の党本部で常任役員会を開き、党規約に基づく臨時党大会を11月中に開催し、代表選実施の可否を議決する方針を決定[522]。
  - 衆院選で新潟2区から無所属で当選した民進党新潟県連代表の鷲尾英一郎、党の存続を決めた民進党には戻らず、離党届を提出したことを発表[523]。
  -  中国共産党、中央規律検査委員会書記に就任した趙楽際前中央組織部長の後任に陳希同部常務副部長が昇任、胡春華広東省省党委員会書記の後任に李希遼寧省党委員会書記を充てるなど、習近平党総書記に近い人物を要職に起用する人事を発表[524]。
  -  アイスランド議会選挙（英語版）投開票。与党独立党が16議席と5議席失うも、第一党の座を死守。左翼環境運動11議席で第2党。第3党は進歩党で8議席。いずれの党も過半数を獲得できなかった[525]。
  -  トルコの首都アンカラのメリ・ゴクチェク（英語版）市長が辞任。今年4月の憲法改正のための国民投票でアンカラでは反対が賛成を上回ったため、大統領からの辞任の圧力が強まっていた。9月には同じく反対が上回ったイスタンブールのカディル・トプバシュ（英語版）市長が辞任している[526]。
- 29日
  - 長野市長選挙投開票。自民・公明・民進推薦で現職の加藤久雄が、無所属の新人候補を破り再選[527]。
  - 山口市長選挙投開票。自民・公明・民進推薦で現職の渡辺純忠が、新人候補らを破り4選[527]。
  -  クルド自治政府のマスード・バルザニ議長（大統領）が9月の独立住民投票に伴う混乱の幕引きを図る形で、11月1日の任期満了をもって議長を退任する意向を表明。議会はこれを賛成多数で承認[528][529]。
- 30日
  - 民進党、両院議員総会を開き、前原誠司代表の辞任を全会一致で了承[530]。
  - 立憲民主党、山尾志桜里衆議院議員を会派「立憲民主党・市民クラブ」に受け入れることを決定。一方で、週刊誌で元秘書に対するセクハラ疑惑が報じられた青山雅幸衆議院議員を無期限の党員資格停止処分とし、会派入りを認めないことも決定[531]。
  - 日本維新の会の丸山穂高衆議院議員が日本維新の会と大阪維新の会に30日付で離党届を提出。翌31日に公表[532]。
  - 元民進党の藤末健三、平山佐知子両参議院議員が新会派「国民の声」を結成[533]。
  - 入札情報漏洩の疑いで埼玉県上尾市の島村穣市長と田中守市議会議長が逮捕される[534]。
  -  アメリカ大統領選挙へのロシア干渉疑惑を捜査しているミュラー特別検察官、大統領選でトランプ陣営の選対本部長を務めたポール・マナフォートと陣営元幹部のリック・ゲーツ（英語版）をマネーロンダリングや脱税など12の罪で、元外交顧問のジョージ・パパドプロスを偽証の罪でそれぞれ起訴[535][536]。
- 31日
  - 民進党が両院議員総会を開き、党代表選挙を実施。大塚耕平参議院議員以外に立候補の届け出はなく、大塚を無投票で選出[537]。
  - 衆院選で無所属で当選した会派「無所属の会」所属の菊田真紀子、民進党に離党届を提出[538]。
  -  スペイン・カタルーニャ自治州の首相を解任されたカルラス・プッチダモン、ベルギーの首都ブリュッセルで会見を開き、中央政府による12月21日の州議会議員選挙実施の受け入れを表明。同日、スペインの憲法裁判所は州の独立宣言の凍結を言い渡した[539]。
  -  タイ政府、2ヶ月前に国外逃亡したインラック・シナワット前首相のパスポートを無効にしたことを発表[540]。
  -  立法院が「外国専門人材誘致及び雇用法」を可決[541]。

### 11月
- 1日
  - 第195回国会（特別特別国会）開会[542]。
    - 内閣総理大臣指名選挙では、安倍晋三(自由民主党)が最多得票を獲得し、第98代内閣総理大臣に選出。なお、内閣総理大臣指名選挙の結果は以下の通り[543]。
      - 衆議院：安倍晋三(自民)312票、枝野幸男(立民)60票、渡辺周(希望)51票、大塚耕平(民進)16票、志位和夫(共産)12票、片山虎之助(維新)11票、前原誠司(民進)1票、鷲尾英一郎(無所属)1票、無効票1票
      - 参議院：安倍晋三(自民)151票、大塚耕平(民進)48票、志位和夫(共産)14票、片山虎之助(維新)11票、枝野幸男(立民)9票、渡辺周(希望)3票、藤末健三(無所属)2票、白票1票

    - 衆議院議長に自民党の大島理森を再任、副議長に立憲民主党の赤松広隆を選出[544]。

  - 第4次安倍内閣発足。顔ぶれは3ヵ月前に誕生した第3次安倍第3次改造内閣のメンバーを全員留任[545]。
  - 立憲民主党、週刊誌で強制わいせつ疑惑を報じられた初鹿明博衆議院議員を6カ月間の役職停止処分とすることを決定[546]。
  -  イギリスのマイケル・ファロン（英語版）国防相、自身のセクハラ疑惑が浮上したことの責任を取り辞任[547]。
- 2日
  - 民進党の前原前代表が離党。また小川勝也参議院幹事長も、女児への暴行容疑で自身の長男が逮捕されたことを受け離党届を提出[548][549]。
  -  トランプ米大統領、来年2月に任期が切れるジャネット・イエレンFRB理事長の後任にジェローム・パウエル理事を指名[550]。
  -  オーストラリアのスティーブン・パリー（英語版）元老院議長、イギリスとの二重国籍が明らかになったとして、議長を辞任し議員辞職[551]。
  - 先月28日のアイスランド議会選挙で第2党となったカトリーン・ヤコブスドッティル左翼環境運動党首が、進歩党、社会民主同盟、アイスランド海賊党との連立を提唱して過半数に到達する見込み。グズニ・ヨハンネソン大統領は組閣の準備を命じた[552]。
- 3日
  -  スペイン裁判所、カタルーニャ自治州の独立運動を主導したとして反逆罪などに問われているプッチダモン前州首相ら元州幹部に対し、EU各国に適用される「欧州逮捕状」を発行。ベルギーの首都ブリュッセルに滞在しているプッチダモン前州首相は法的に抵抗する構えを見せている[553]。
  -  韓国検察、国家情報院が朴槿恵前政権当時に大統領府の高官複数に多額の裏金を渡していた疑惑で、朴槿恵前大統領の最側近だった李載晩元総務秘書官とアン・ボングン元国政広報秘書官を収賄と国庫に損失を与えた容疑で逮捕。同日、最大野党自由韓国党の洪準杓代表は、朴槿恵前大統領の除名を発表[554][555]。
  -  アルゼンチン捜査当局、アマド・ブドゥー（英語版）元副大統領を資産隠蔽や資金洗浄の容疑で逮捕[556]。
- 4日
  -  レバノンのサード・ハリーリー首相、テレビ演説の中で「ひそかに私の命を狙う企てがあると感じている」と述べ、暗殺されるおそれがあるとして突然、辞任を表明[557]。
  -  オーストリアの左派新党リスト・ペルツ（英語版）のペーター・ピルツ（英語版）党首、自身のセクハラ問題の告発を受け、党首を辞任し国民議会議員も辞職すると発表[558]。
- 5日 -  サウジアラビア、ムハンマド皇太子がトップを勤める汚職対策委員会はこの日までに、ワリード・ビンタラール王子ら11人の王子や現職閣僚4人を含む数十人の身柄を拘束[559]。
- 6日
  - 入札情報漏洩の疑いで逮捕された島村穣上尾市長は辞職届を提出[560]。
  -  ジンバブエのロバート・ムガベ大統領、自身に不誠実な態度を取ったとしてエマーソン・ムナンガグワ第1副大統領を解任[561]。
  -  リベリア最高裁は、10月10日の大統領選挙第1回目の投票にて不正があったとする野党の訴えを認め、選挙の調査決定と11月7日に予定されていた決選投票の延期を指示[562]。
  -  韓国の保守系野党、正しい政党の金武星議員や朱豪英院内代表ら9人が離党を宣言、その後自由韓国党に入党。これにより同党は院内交渉団体の地位を失った[563]。
  -  ソロモン諸島議会、マナセ・ソガバレ首相に対する不信任決議を賛成多数で可決[564]。
- 7日 -  アメリカバージニア、ニュージャージーの両州知事とニューヨーク市長の選挙が投開票され、いずれも民主党の、バージニアではラルフ・ノーサム副知事、ニュージャージーではフィル・マーフィー（英語版）元駐ドイツ大使、ニューヨークでは現職のビル・デブラシオ市長が当選[565]。
- 8日
  - 希望の党は、小池百合子代表とともに務める共同代表選挙が告示され、いずれも民進党出身の玉木雄一郎・大串博志の2名が立候補[566]。
  - 民進党の大塚代表、両院議員総会において、幹事長に増子輝彦参議院議員、政務調査会長に足立信也参議院議員、国会対策委員長に平野博文衆議院議員を充てるなどの役員人事を提案し了承された[567]。
  - 安倍内閣は10月の衆院選で落選した西川公也元農林水産大臣と9月に自民党に復党した荒井広幸元新党改革代表を内閣官房参与に任命[568]。
  -  イギリスのプリティ・パテル国際開発大臣、政府に無断でイスラエルのベンヤミン・ネタニヤフ首相ら要人と会談していた問題の責任を取り辞任[569]。
- 10日 - 希望の党共同代表選挙投開票。玉木雄一郎が大串博志との一騎打ちを制し当選[570]。
- 11日 -  韓国ソウル中央地検、李明博政権時代に世論を操作するため軍サイバー司令部によるインターネット上での政治的な書き込み工作を指示していたなどとして、当時国防部長官だった金寛鎮前国家安保室長を軍刑法の政治活動関与などの疑いで逮捕[571]。しかしソウル中央裁判所は22日、「犯罪が成立するかどうかに対する争いの余地がある」として釈放を決定[572]。
- 12日
  - 広島県知事選挙投開票。自民・公明・民進の推薦を受けた現職の湯崎英彦が、共産党の推薦を受ける高見篤己に大差を付け3選[573]。
  - 呉市長選挙投開票。新人で元造幣局理事長の新原芳明が、4選を目指し自民党の推薦を受ける現職の小村和年、連合広島の推薦を受ける元衆議院議員の三谷光男、元大学教授の宮宇地一彦の3氏を破り初当選[574]。
  -  スロベニア大統領選挙（英語版）決選投票。現職のボルト・パホルが再選[575]。
- 13日 - 12日に投票が行われた東京都葛飾区議会議員選挙の開票が行われた。都民ファーストの会が夏の都議選以外で初めて挑んだ地方選だったが、公認候補5人のうち4人が落選し党勢失速が浮き彫りになった[576]。
- 14日
  - 希望の党の小池代表、両院議員総会において代表を辞任する意向を表明し、了承された。後任には玉木共同代表が就任。古川元久衆院議員を幹事長に起用するなどの執行部人事も了承された[577]。総会後に新執行部による初の役員会を開き、前原誠司前民進党代表の入党を了承[578]。
  - 東京都議会公明党の東村邦浩幹事長、都民ファーストの会との協力関係を解消し、小池都知事を支持する「知事与党」から離脱する考えを表明[579]。
- 15日
  - 大阪府警察、第48回衆議院議員総選挙において大阪15区で当選した自由民主党の竹本直一衆議院議員の運動員の土木工事会社社長を、公職選挙法違反（買収）などの容疑で再逮捕[580]。
  - 共産党の井樋匡利都議、同居する大学生の長男が14日に強制わいせつ容疑で逮捕されたことを受け、議長に辞職願を提出し、受理された[581]。
  -  国軍によるクーデター発生[582]。軍はクーデターであることを否定したが[582]、ロバート・ムガベ大統領は自宅軟禁下に置かれ、軍は同国権限をほぼ掌握した[583]。またムガベが兼任していた与党ZANU-PF党首の地位をムガベが第1副大統領から解任したエマーソン・ムナンガグワが継承したと報じられた[584]。
- 16日
  -  カンボジア最高裁、政権転覆を図ったとして最大野党・救国党の解党を命じる判決を下し、サム・ランシー前党首やケム・ソカー党首を含む党幹部118人に対しては5年間の政治活動禁止を言い渡した[585]。
  -  韓国大統領府の田炳憲（朝鮮語版）政務首席秘書官、国会議員時代の秘書らが贈収賄事件に関連して逮捕され自身も事件の捜査対象となっていることを受け、文在寅大統領に辞意を伝えた[586]。
  -  2017年トンガ立法議会選挙（英語版）投開票。民主化推進政党・フレンドリー諸島民主党（英語版）が14議席を獲得し、議会の過半数を獲得[587]。
- 17日
  -  韓国ソウル中央地検、国家情報院が情報活動のための活動費を大統領府に裏金として上納していた事件で、朴槿恵政権で国家情報院長を務めた李丙琪と南在俊を贈賄容疑などで逮捕[588]。
  -  ベネズエラ、自宅軟禁中だったアントニオ・レデスマ（英語版）カラカス市長が隣国コロンビアに逃走。4日にはフレディ・ゲバラ（スペイン語版）国会副議長がチリ大使公邸に駆け込んでおり、マドゥロ政権と対立する野党指導者の亡命が相次いでいる[589]。
- 18日
  -  フィリピン警察、グロリア・アロヨ前大統領を選挙妨害の容疑で逮捕[590]。
  -  北アイルランド、シン・フェイン党党首ジェリー・アダムズ（英語版）が来期での引退を表明[591]。
- 19日
  - 福島市長選挙投開票。新人で岡山県副知事、復興庁福島復興局長等を歴任した元総務官僚の木幡浩が自民、民進、社民などの各会派や連合福島の支持を受け、現職の小林香らを破り初当選[592]。
  -  ジンバブエの与党ZANU-PFが中央委員会を開き、ムガベ大統領の党首解任を正式決定。第1副大統領を解任されたエマーソン・ムナンガグワを新党首に選出した。党の幹部を務めてきたグレース大統領夫人や複数の大統領側近も解任された[593]。
  -  ドイツのメルケル首相は9月に行われた議会選挙の結果を受け4期目の政権発足に向け自由民主党と緑の党の2つの少数政党と連立協議を続けてきたが、この日自由民主党のクリスティアン・リントナー党首が交渉から離脱する考えを示し、交渉は決裂[594]。
  -  インドネシア汚職撲滅委員会、与党第2党ゴルカルの党首を務めるセトヤ・ノファント（英語版）国会議長をこの日までに汚職容疑で逮捕したことを発表[595]。
  -  2017年チリ大統領選挙（英語版）投開票。過半数を得票した候補はおらず、中道右派のセバスティアン・ピニェラ前大統領と、中道左派でミシェル・バチェレ大統領の後継候補のアレハンドロ・ギジェル（英語版）上院議員の上位2人が決選投票に進むことになった[596]。
- 20日
  - 入札情報漏洩の疑いで逮捕された埼玉県上尾市の島村穣前市長、同じ業者から別の事業の際にも現金数十万円を受け取ったとして受託収賄の疑いで再逮捕。さいたま地検は同日、島村前市長と田中守前市議会議長を官製談合防止法違反などの罪で起訴した[597]。
  -  ケニア最高裁判所、10月26日に実施された大統領選の再選挙の結果について、現職のウフル・ケニヤッタ大統領の勝利を認める判断を下した[598]。
  -  イラク最高裁判所、クルド自治政府が9月に実施した独立を問う住民投票について、違憲であり結果は無効だとする判決を下した[599]。
- 21日
  - 希望の党、小池百合子東京都知事が20日付で特別顧問に就任したと発表[600]。
  - 山形県警察、第48回衆議院議員総選挙において山形2区で当選した自由民主党の鈴木憲和衆議院議員の秘書を、この日までに公職選挙法違反（法定外文書頒布、事前運動）容疑で書類送検[601]。
  -  ロバート・ムガベ大統領が辞任、37年に及ぶ長期政権が終焉を迎えた[602]。代行にフェレケゼラ・ムフォコ（英語版）第2副大統領が就任[603]。
- 22日
  -  4日に訪問先のサウジアラビアで突然辞意を表明していたレバノンのサード・ハリーリー首相、帰国しミシェル・アウン大統領と会談し、求めに応じ辞任を一旦保留にする意向を表明[604]。
  -  パレスチナ各派、2018年末までの自治政府議長選と評議会選の実施を求める共同声明を発表し、統一政府樹立に向けた協議を終了[605]。
- 24日
  -  エマーソン・ムナンガグワ前第一副大統領が就任式を行い正式に大統領に就任。辞任したムガベ前大統領の残りの任期を務める[606]。
  -  ソーロンバイ・ジェーンベコフが大統領に就任[607]。
  -  消費者金融保護局のリチャード・コードレイ局長が辞任を発表し、暫定的な局長代理にリアンドラ・イングリッシュ（英語版）副局長を指名。一方でトランプ大統領がミック・マルバニー行政管理予算局長を局長代理に指名したことから、イングリッシュ副局長は26日にトランプ大統領による新局長の指名差し止めを求める訴訟を起こした[608][609]。
  -  パトリック・ホー（英語版）元香港政府民政事務局長をウガンダの要人に対する収賄容疑で、シェイク・ティジャーヌ・ガディオ（英語版）元セネガル外相をその収賄の仲介をした疑いで、米司法省が逮捕・起訴していたことが明らかになった[610]。
- 25日 - 日本維新の会が衆院選の結果を受けた臨時党大会を開催。代表選を実施しないことが賛成多数で決まり、松井一郎代表の再任となった[611]。
- 26日
  - 市川市長選挙投開票。5人の立候補者の内、法定得票に達する者がなく再選挙が決定[612]。
  -  ネパール下院選挙（英語版）第1回投票(定数275のうち、北部地域32選挙区。南部での第2回投票は12月7日)[613]。
  -  ホンジュラス大統領選挙（英語版）投票[614]。
  -  ナミビアの与党南西アフリカ人民機構(SWAPO)が、2015年の大統領就任以来、議長代行を務めていたハーゲ・ガインゴブ副議長を正式に議長に選出[615]。
- 28日
  -  アイルランドのフランセス・ フィッツジェラルド（英語版）副首相が辞任。警察の内部告発者を巡る対応が不適切だったとして、少数与党に閣外協力する共和党に不信任案を突き付けられていた[616]。
  -  10月のケニアやり直し大統領選挙で勝利した現職のウフル・ケニヤッタが首都ナイロビで就任宣誓を行い2期目の大統領に就任。しかし就任宣誓の直後に野党候補のライラ・オディンガ元首相もナイロビ市内で集会を開き、ケニヤッタの就任式を認めないと表明し自身の大統領就任式を12月12日に行うことを主張[617]。
  -  汚職捜査を名目に王族や閣僚経験者ら約200人が拘束されたサウジアラビアで、ムトイブ・ビン・アブドゥッラー（英語版）前国家警備相が釈放された。10億ドルの支払いに同意したと報じられている[618]。
- 30日 -  アイスランドの左派政党・左翼環境運動のカトリーン・ヤコブスドッティル党首が首相に就任。10月の総選挙の結果どの党も過半数を確保できなかったため、1カ月に及ぶ連立協議を経て、第2党の左翼環境運動が第1党の右派・独立党、第3党の中道右派・進歩党と大連立を組むことで合意した[619]。

### 12月
- 1日
  -  ロシア疑惑を捜査しているミュラー特別検察官、マイケル・フリン前国家安全保障問題担当大統領補佐官をFBIに対する偽証の罪で起訴。フリン前補佐官は同日、裁判所に出廷して起訴内容を認めるとともに、司法取引で捜査に協力する意向も示した[620]。
  -  シリアのクルド人勢力、支配地域にある町や郡で独自の議会選挙を一斉に実施[621]。
  -  モンゴルのバトトルガ大統領、大統領非常勤補佐官を務めていた元大相撲小結旭鷲山昇ことダワーギーン・バトバヤルをこの日までに解任したと発表[622]。
  -  ホンジュラス大統領選挙で、野党サルバドール・ナスララ（英語版）候補が選挙に不正があったと支持者に呼びかけ抗議デモが発生。同国の複数か所で野党支持者と機動隊が衝突し、少なくとも市民12人、警察官2人が負傷。フアン・オルランド・エルナンデス大統領は非常事態宣言を発動し、10日間の夜間外出禁止令を発動した。最高選挙裁判所（英語版）のダビド・マタモロス（英語版）長官は与野党両陣営立ち会いの下で行われる特別開票を翌日に延期した[623]。
- 2日 -  ホンジュラス大統領選挙、一部の票の数え直しを開始[624]。
- 4日
  -  イエメンの反政府勢力フーシがアリー・アブドッラー・サーレハ前大統領を殺害[625][626]。
  -  ホンジュラス大統領選挙で、最高選挙裁判所は野党候補の主張によって行われていた再集計が終了したと発表[627]。
- 5日
  -  ジョージア前大統領でウクライナ野党指導者のミヘイル・サアカシュヴィリが身柄を捜査当局に拘束されたが、連行中の車の通行を阻止した支持者の助けで脱出。犯罪組織参加罪などの罪で起訴され、その後8日に再び逮捕された[628][629]。
  -  サード・ハリーリー首相が11月に滞在先のサウジアラビアから演説で表明していた辞意を撤回[630]。
  -  スペイン最高裁判所、カルラス・プッチダモン前州首相らカタルーニャ独立推進派の幹部らに対する欧州逮捕状を取り下げたと発表[631]。
  -  元スタッフから相次いでセクハラ被害を訴えられていた民主党のジョン・コニャーズ下院議員が議員辞職[632]。
  -  立法院、中国国民党による一党独裁時代に行われた政治的迫害の真相究明や名誉回復を目指す法案を与党民主進歩党などの賛成多数で可決[633]。
  -  マドゥロ大統領が自身と対立を深めていたラファエル・ラミレス（英語版）国連大使を解任[634]。
  -  朴槿恵前政権時代に国家情報院長を務めた李丙琪元駐日大使ら2人について検察は、朴前大統領に便宜を図ってもらう目的で活動費の一部を上納したとして贈賄などの罪で起訴[635]。
- 6日 -  トランプ米大統領、エルサレムをイスラエルの首都と認めテルアビブから在イスラエル大使館を移転する手続きを開始すると宣言[636]。
- 7日
  -  複数の女性からセクハラ被害を訴えられていた民主党のアル・フランケン上院議員と共和党のトレント・フランクス（英語版）下院議員が辞意を表明[637]。
  -  ドイツ社会民主党が党大会を開き、メルケル首相率いるキリスト教民主・社会同盟との大連立の協議に応じることを決定[638]。
  -  ユダヤ系住民85人が死亡した1994年のアルゼンチン・イスラエル相互協会爆破事件を巡り、国際手配されたイラン人容疑者を処罰しないよう画策したとして連邦裁判所は、上院議員で前大統領のクリスティーナ・フェルナンデスを反逆罪で訴追し、上院に逮捕の許可を求めた[639]。
- 8日
  - 政府が明仁天皇の退位日にあたる退位特例法の施行日を「2019年4月30日」とする政令を閣議決定[640]。
  - 無所属で民進党会派所属の川田龍平参議院議員が立憲民主党に入党届を提出。その後19日に入党を了承された[641][642]。
  - 岩手日報社の女性記者にわいせつ行為をしたとして同社から厳重抗議を受けた岩手県岩泉町の伊達勝身町長が町議会に辞職を申し出て、全会一致で承認[643]。
  -  ホワイトハウスがディナ・ハビブ・パウエル大統領副補佐官（国家安全保障問題担当）が年明けに辞任すると発表[644]。
  -  EU離脱交渉で、イギリスとEUは離脱の条件について基本合意[645]。
  -  パレスチナ自治政府のマフムード・アッバース議長はアメリカ政府をイスラエルとの和平の調停役とみなさない考えを示し、今月下旬に予定されていたマイク・ペンス副大統領との会談も拒否[646][647]。
  -  ベトナム共産党の政治局員を務めていたディン・ラ・タン（英語版）元交通運輸大臣が、国営石油企業ペトロベトナム（英語版）の会長を務めていた期間の資金運用に誤りがあったとして逮捕された[648]。
- 9日
  - 第195回国会（特別国会）会期末[649]。
  - 新潟県警察が、2017年10月の第48回衆議院議員総選挙において新潟県第1区で当選した立憲民主党の西村智奈美衆議院議員の後援会関係者2名を公職選挙法違反（事前運動、法定外文書頒布）容疑で書類送検したことがわかった[650]。
- 10日 -  全国335の地方自治体の市長選が投開票され、野党連合の主要政党が相次ぎ選挙をボイコットしたことからほとんどの市で与党系の候補が圧勝。選挙後、マドゥロ大統領は、選挙をボイコットしたことを理由に来年の大統領選挙への主要野党の参加を禁止する考えを表明[651][652]。
- 11日
  - 有田芳生参議院議員が民進党に離党届を提出[653]。
  -  中国の利益につながるような言動をしたとして批判を受けていた労働党のサム・ダスティヤリ（英語版）上院議員が辞職[654]。
  -  マテウシュ・モラヴィエツキがポーランドの首相に就任。辞任したベアタ・シドゥウォは副首相として内閣にとどまる[655]。
- 12日
  - 太宰府市議会で芦刈茂市長に対する2度目の不信任決議が全会一致で可決され、芦刈市長は同日失職[656]。
  -  アラバマ州連邦上院補欠選挙（英語版）投開票。民主党のダグ・ジョーンズ（英語版）元同州連邦検事が当選[657]。
- 13日
  - 町長選前に第三者に対し対立候補に地方税の滞納があることを漏らしたとして、茨城県八千代町の大久保司町長が水戸地検に地方税法違反（秘密漏えい）罪で在宅起訴された[658]。
  -  ホワイトハウスがオマロサ・マニゴールト大統領補佐官（渉外担当）が来年1月20日付で辞任すると発表[659]。
  -  アンドレイ・バビシュがチェコの首相に就任[660]。
- 14日
  - 立憲民主党東京都連が常任幹事会を開き、民進党を離党または離党届を提出している都議会議員や区議会議員など47人の地方議員について入党を了承[661]。
  - 最高裁判所が上告を棄却したため事前収賄罪での二審の有罪判決が確定する見通しになった、岐阜県美濃加茂市の藤井浩人市長が辞職[662]。
  - 茨城県八千代町議会は、地方税法違反（秘密漏えい）罪で在宅起訴された大久保司町長に対する辞職勧告決議案を賛成多数で可決[663]。
  -  ムセ・ビヒ・アブディがソマリランドの大統領に就任[664]。
- 16日 -  新北市の第12選挙区で、黄国昌の罷免の賛否を問う住民投票[665]。
- 17日
  -  選挙裁判所は、11月26日に実施された大統領選挙（英語版）において、親米右派で現職のフアン・オルランド・エルナンデスが得票率42.95%で再選されたと発表。2位の候補との差は1.53%だった[666]。
  -  2017年チリ大統領選挙（英語版）決選投票。保守派のセバスティアン・ピニェラ前大統領が当選[667]。
- 18日
  - 広島県東広島市の蔵田義雄市長が交通事故による体の不調を理由に辞職願を提出[668]。
  -  中道右派国民党と極右自由党による連立政権が発足し、国民党のセバスティアン・クルツ党首が首相に就任[669]。
  -  与党アフリカ民族会議がシリル・ラマポーザ副大統領を新議長に選出[670]。
- 19日
  - 福井県あわら市の橋本達也市長が公務中に市長室で既婚の知人女性にキスなどをしていた問題の責任を取り辞職[671]。
  -  ソウル中央地検、朴槿恵前政権で大統領府広報首席秘書官を務め側近だった李貞鉉（朝鮮語版）元セヌリ党代表をセウォル号沈没事故に関するKBSの報道に介入した放送法違反の罪で在宅起訴したと発表[672]。
- 20日 -  事務所のコンピューターに大量のポルノ画像が保存されていた問題で捜査対象となっており、メイ首相から辞任を要求されていたダミアン・グリーン筆頭国務大臣が辞任[673]。
- 21日
  - 風間直樹参議院議員が民進党への離党届と立憲民主党への入党届をそれぞれ提出。また、すでに民進党に離党届を提出している有田芳生参議院議員も入党届を提出[674]。
  - 大阪府岸和田市の信貴芳則市長が2013年の市長選挙で自民党の推薦を得るために現金200万円を党関係者に渡した問題を巡り辞職願を提出[675]。
  -  国連総会が緊急特別会合を開催し、トランプ米大統領がエルサレムをイスラエルの首都に認定した決定は無効だとする決議を賛成128、反対9、棄権35の賛成多数で採択[676]。
  -  2017年カタルーニャ自治州議会選挙（英語版）。独立支持派のカタルーニャのための連合(34議席)、カタルーニャ共和主義左翼(32議席)、人民連合党（スペイン語版）(4議席)による連立政権が過半数68議席を越える70議席を獲得。一方、第一党は97議席を獲得した独立反対派のシウダダノス。ラホイ中央政府首相率いるカタルーニャ人民党（スペイン語版）は3議席に留まった。ベルギー・ブリュッセルに滞在するカルラス・プッチダモン前州首相は「スペイン国家は破れた」と勝利宣言。ラホイ首相とのスペイン国外での対談を提案した。一方のシウダダノス、イネス・アリマーダス・ガルシーア党首も勝利宣言を行い、反対派との連立を表明した[677][678]。
  -  ハリケーン・イルマの影響による選挙準備の遅れにより、人民権力全国会議の任期を当初の2018年2月24日から、4月19日に延長することを決定[679]。
- 22日
  - 江崎孝参議院議員が民進党への離党届と立憲民主党への入党届をそれぞれ提出[680]。
  -  ホンジュラス、アメリカ政府が選挙結果を認めたことを受け、野党ナスララ候補が敗北宣言。アムネスティ・インターナショナルはこの日までに暴動化したデモによって少なくとも14人が死亡したと発表[681]。
- 24日 -  ペルーのペドロ・パブロ・クチンスキ大統領、健康状態の悪化を理由に、在任中の人権侵などの罪で禁錮25年の刑に服しているアルベルト・フジモリ元大統領の恩赦を決めたと発表[682]。
- 25日
  - 民進党は常任幹事会で、有田芳生、風間直樹、江崎孝の参議院議員3名が提出していた離党届を受理し、長男の暴行容疑の逮捕を受け小川勝也参議院議員が提出していた離党届については不受理とした[683]。
  -  ロシア中央選挙管理委員会、過去に受けた有罪判決を理由に、野党進歩党のアレクセイ・ナワルニー党首が提出した2018年3月の大統領選挙への立候補届を却下[684]。
- 26日
  - 山尾志桜里衆議院議員が立憲民主党に入党届を提出。同党はその後の役員会で、山尾議員と入党届を提出していた参議院議員3人の入党を承認。またその日の夕方、民進党の蓮舫元代表も離党届を提出し立憲民主党に入党届を提出[685]。
  - 大阪府岸和田市議会が本会議を開き、信貴芳則市長が提出した辞職願に全会一致で同意。また、強い調査権を持つ百条委員会の設置も決めた[686]。
  - 北海道小樽市議会が市長としての資質や能力に欠けるなどとして森井秀明市長に対する2度目の辞職勧告決議を賛成多数で可決[687]。
  -  2017年リベリア大統領選挙（英語版）決選投票。元サッカーリベリア代表のジョージ・ウェアがジョセフ・ボアカイ副大統領を大差で破り当選[688]。
- 27日 - 黒岩宇洋衆議院議員が民進党に離党届を提出[689]。
- 28日
  - 立憲民主党は持ち回りの役員会で蓮舫参院議員の入党を決定。まだ民進党は離党届を受理しておらず「二重党籍」状態[690]。
  -  イタリアのマッタレッラ大統領が議会上下両院を解散[691]。

## 死去
- 1月1日 - エマニュエル・ニヨンクル（フランス語版）： ブルンジ水・環境・土地整備・都市計画大臣（* 1962年）[692]
- 1月6日 - 小野信一：元釜石市長、元日本社会党衆議院議員（* 1932年）[693]
- 1月7日 - マリオ・ソアレス： ポルトガル第3共和制第4代大統領、元首相（* 1924年）[694]
- 1月8日 - ハーシェミー・ラフサンジャーニー： イラン第4代大統領（* 1934年）[695]
- 1月8日 - ジェイムス・マンチャム： セーシェル共和国初代大統領（* 1939年）[696]
- 1月10日 - ローマン・ヘルツォーク： ドイツ第7代連邦大統領（* 1934年）[697]
- 1月11日 - アデナン・サテム（英語版）： マレーシア・サラワク州首相（* 1944年）[698]
- 1月17日 - 加納時男：元自由民主党参議院議員（* 1935年）[699]
- 1月20日 - サイード・アフマド・ギラニ： 元アフガニスタン民族イスラム戦線指導者（* 1932年）[700]
- 1月26日 - 木内良明：公明党東京都議会議員、同党元衆議院議員（* 1944年）[701]
- 1月31日 - 大橋敏雄：元公明党衆議院議員（* 1925年）[702]
- 2月1日 - エティエンヌ・チセケディ： ザイール共和国（現コンゴ民主共和国）元首相（* 1932年）[703]
- 2月3日 - 林義郎：元自由民主党衆議院議員、第97代大蔵大臣、第63代厚生大臣（* 1927年）[704]
- 2月7日 - 中村正男：元衆議院議員【日本社会党・民主党所属】（* 1931年）[705]
- 2月13日 - 金正男： 北朝鮮第2代最高指導者金正日の長男、第3代最高指導者金正恩の異母兄（* 1971年）[63]
- 2月18日 - マイケル・オギオ： パプアニューギニア総督（* 1942年）[706]
- 2月19日 - カーシ・クルマン・フェーべ（英語版）： ノルウェー元貿易大臣、元保守党党首（* 1951年）[707]
- 2月21日 - 谷村啓介：元日本社会党衆議院議員（* 1932年）[708]
- 2月22日 - エニ・ファレオマバエガ： 元アメリカ合衆国下院議員（* 1943年）[709]
- 2月28日 - ニコラス・モズレー (第3代レイブンズデール男爵)： 元イギリス貴族院議員（* 1923年）[710]
- 3月3日 - ルネ・ガルシア・プレヴァル： ハイチ共和国第38・40代大統領、第2代首相（* 1943年）[711]
- 3月4日 - クレイトン・キース・ヤイター： アメリカ合衆国第23代農務長官、第9代通商代表、第54代共和党全国委員長（* 1930年）[712]
- 3月5日 - 大河原太一郎：元自由民主党参議院議員、第21代農林水産大臣（* 1922年）[713]
- 3月7日 - 新井彬之：元公明党衆議院議員（* 1934年）[714]
- 3月8日 - 李元簇： 中華民国第8代副総統、元総統府秘書長、法務部長、教育部長（* 1923年）[715]
- 3月12日 - ホルスト・エームケ： ドイツ元連邦首相府長官（* 1927年）[716]
- 3月15日 - ソック・アン（英語版）： カンボジア副首相・閣僚評議会担当大臣（* 1950年）[717]
- 3月17日 - イナムジョン・ウスマンホジャエフ： ウズベキスタン共産党元第一書記（* 1930年）[718]
- 3月17日 - 白石徹：自由民主党衆議院議員、元愛媛県議会議員（* 1956年）[719]
- 3月19日 - 岡崎トミ子：元衆議院議員、参議院議員【日本社会党・社会民主党・民主党】、第83代国家公安委員会委員長（* 1944年）[720]
- 3月21日 - アンリ・エマニュエリ： 元フランス社会党第一書記、第8代国民議会議長（* 1945年）[721]
- 3月21日 - マーティン・マクギネス（英語版）： 北アイルランド元副首相、アイルランド共和軍元司令官（* 1950年）[722]
- 3月23日 - デニス・ボロネンコフ（英語版）： 元ロシア国家院議員（* 1971年）[723]
- 3月27日 - 矢山有作：元日本社会党参議院議員、衆議院議員（* 1924年）[724]
- 3月28日 - アーメッド・カトラダ（英語版）： 南アフリカ共和国の政治家（* 1929年）[725]
- 3月28日 - 渋谷文久：元神奈川県議会議員、元公明幹事長（* 1937年?）[726]
- 4月7日 - 角屋堅次郎：元日本社会党衆議院議員（* 1917年）[727]
- 4月9日 - カルマ・チャコン： スペイン元国防相、元住宅大臣（* 1971年）[728]
- 4月10日 - 本岡昭次：元参議院議員【日本社会党・民主改革連合・民主党】、第24代参議院副議長（* 1931年）[729]
- 4月22日 - 中井洽：元衆議院議員【民社党・新進党・自由党・民主党所属】、第54代法務大臣、第81・82代国家公安委員会委員長（* 1942年）[730]
- 4月24日 - 三宅博：元衆議院議員【日本維新の会・次世代の党所属】（* 1950年）[731]
- 5月2日 - ハインツ・ケスラー： ドイツ民主共和国（旧東ドイツ）元国防大臣（* 1920年）[732]
- 5月5日 - 布赫（中国語版）： 中華人民共和国元全国人民代表大会常務委員会副委員長（* 1926年）[733]
- 5月7日 - 谷本巍：元参議院議員【日本社会党・社会民主党所属】（* 1928年）[734]
- 5月9日 - 銭其琛： 中華人民共和国元外交部長、元国務院副総理（* 1928年）[735]
- 5月12日 - マウノ・コイヴィスト： フィンランド第9代大統領、第46・55代首相（* 1923年）[736]
- 5月17日 - 坂井隆憲：元自由民主党衆議院議員（* 1947年）[737]
- 5月20日 - 小川国彦：元日本社会党衆議院議員、元千葉県成田市長（* 1933年）[738]
- 5月20日 - アレクサンドル・ヴォルコフ： 初代ウドムルト共和国大統領（* 1951年）[739]
- 5月21日 - 与謝野馨：元衆議院議員【自由民主党・たちあがれ日本所属】、第74代内閣官房長官、第11代大蔵大臣、第5・11代金融担当大臣、第7・10・11・16代経済財政政策担当大臣（* 1938年）[740][741]
- 5月26日 - ズビグネフ・ブレジンスキー： 元アメリカ合衆国国家安全保障問題担当大統領補佐官（* 1928年）[742]
- 5月27日 - ジム・バニング： 元アメリカ合衆国上院議員（* 1931年）[743]
- 5月27日 - 玄鴻柱： 大韓民国元国会議員（* 1940年）[744]
- 5月29日 - コンスタンディノス・ミツォタキス： 元ギリシャ首相（* 1918年）[745]
- 5月29日 - マヌエル・ノリエガ： 元パナマ最高司令官（将軍）（* 1934年）[746]
- 5月31日 - 永山文雄：元自由民主党衆議院議員（* 1950年）[747]
- 6月1日 - 長谷川清：元参議院議員【民社党・新進党・新党友愛・民主党】（* 1932年）[748]
- 6月12日 - 大田昌秀：第4代沖縄県知事、元社会民主党参議院議員（* 1925年）[749]
- 6月16日 - ヘルムート・コール： 第6代ドイツ連邦共和国首相（* 1930年）[750]
- 6月17日 - ボールドウィン・ジェイコブソン・ロンズデール： 第9代バヌアツ大統領（* 1950年）[233]
- 6月19日 - 吹田愰：元衆議院議員【自由民主党・新生党・新進党】、第51代国家公安委員会委員長（* 1927年）[751]
- 6月20日 - 立木洋：元日本共産党参議院議員（* 1931年）[752]
- 6月22日 - クェット・マシーレ： 第2代ボツワナ大統領（* 1925年）[753]
- 6月26日 - アビブ・チャム： 第3代セネガル首相（* 1933年）[754]
- 6月30日 - シモーヌ・ヴェイユ： フランス元保健大臣、元欧州議会議長（* 1927年）[755]
- 7月7日 - 安西愛子：元自由民主党参議院議員（* 1917年）[756]
- 7月11日 - 伊藤基隆：元民主党参議院議員（* 1938年）[757]
- 7月16日 - ナル・バハドゥール・バンダーリー： 元インド・シッキム州首相（* 1940年）[758]
- 7月25日 - 木村太郎：自由民主党衆議院議員（* 1965年）[759]
- 7月29日 - レドハ・マレク（英語版）： 第8代アルジェリア首相（* 1931年）[760]
- 8月2日 - 梅田勝：元日本共産党衆議院議員（* 1927年）[761]
- 8月6日 - 上原康助：元衆議院議員【日本社会党・社会民主党・民主党】、第59代北海道開発庁長官、第24代国土庁長官（* 1932年）[762]
- 8月7日 - 吉原米治：元日本社会党衆議院議員（* 1928年）[763]
- 8月8日 - ホルヘ・ソレギエタ： 元アルゼンチン農林大臣（* 1928年）[764]
- 8月13日 - アウン・シュエ（英語版）： 元ミャンマー国民民主連盟議長（* 1918年）[765]
- 8月17日 - 松浦利尚：元日本社会党衆議院議員（* 1925年）[766]
- 8月18日 - 長島忠美：自由民主党衆議院議員（* 1951年）[767]
- 8月21日 - 山本悌二郎：元民社党衆議院議員（* 1930年）[768]
- 8月22日 - トニー・デブラム（英語版）： 元マーシャル諸島外務大臣（* 1945年）[769]
- 8月28日 - 羽田孜：元衆議院議員【自由民主党・新生党・新進党・太陽党・民政党・民主党】、第80代内閣総理大臣（* 1935年）[770]
- 8月29日 - 梶原拓：元岐阜県知事、第9代全国知事会会長（* 1933年）[771]
- 9月3日 - 持永和見：元自由民主党衆議院議員（* 1927年）[772]
- 9月7日 - トゥルキャン・アクヨル（英語版）： 元トルコ保健・社会扶助大臣、女性・子ども担当大臣（* 1928年）[773]
- 9月7日 - 河合常則：元自由民主党参議院議員（* 1937年）[774]
- 9月22日 - ムハンマド・マフディー・アーキフ（英語版）： 第7代ムスリム同胞団最高指導者（* 1928年）[775]
- 10月3日 - ジャラル・タラバニ： イラク第四共和政初代大統領（* 1933年）[776]
- 10月4日 - リーアム・コスグレイヴ（英語版）： 第8代アイルランド首相（* 1920年）[777]
- 10月6日 - 篠崎年子：元日本社会党参議院議員（* 1918年）[778]
- 10月8日 - サリム・シャケル（フランス語版）： チュニジア保健大臣（* 1961年）[779]
- 10月9日 - アルマンド・カルデロン・ソル（英語版）： 元エルサルバドル大統領（* 1948年）[780]
- 10月11日 - クリフォード・ハズバンズ： 元バルバドス総督（* 1926年）[781]
- 10月13日 - アルベール・ザフィ： 元マダガスカル大統領（* 1927年）[782]
- 10月16日 - 岸宏一：元自由民主党参議院議員（* 1940年）[783]
- 10月19日 - 中村靖：元自由民主党衆議院議員（* 1932年）[784]
- 10月21日 - 野田哲、元日本社会党参議院議員（* 1926年）[785]
- 10月29日 - ニニアン・スティーヴン： 元オーストラリア総督（* 1923年）[786]
- 11月3日 - アブドゥル・ラフマン・ビスワス（英語版）： 第11代バングラデシュ大統領（* 1926年）[787]
- 11月5日 - マンスール・ビン・ムクリン（英語版）： サウジアラビア王子、アスィール州副知事（* 1974年）[788]
- 11月6日 - 中村鋭一：元参議院議員、衆議院議員【新自由クラブ・民主改革連合・新進党・自由党・保守党】（* 1930年）[789]
- 11月7日 - カール・サージェント（英語版）： 前ウェールズ自治政府閣僚（* 1968年）[790]
- 11月9日 - 桜井新：元自由民主党参議院議員、衆議院議員、第30代環境庁長官（* 1933年）[791]
- 11月11日 - キルティ・ニディ・ビシュタ： 第33・34・37代ネパール首相（* 1927年）[792]
- 11月18日 - ユスフ・ウエドラオゴ（英語版）： 第6代ブルキナファソ首相（* 1952年）[793]
- 11月23日 - 張陽： 前中国人民解放軍政治工作部主任、中国共産党中央軍事委員会委員、国家中央軍事委員会委員（* 1951年）[794]
- 11月30日 - スリン・ピッツワン（英語版）： 元ASEAN事務局長、タイ王国外務大臣（* 1949年）[795]
- 12月1日 - 渡部一郎：元公明党衆議院議員（* 1931年）[796]
- 12月3日 - ジョン・B・アンダーソン（英語版）： 元アメリカ合衆国下院議員（* 1922年）[797]
- 12月4日 - アリー・アブドッラー・サーレハ： 初代イエメン共和国大統領（* 1942年）[798]
- 12月4日 - マヌエル・マリン： 元スペイン代議院議長、欧州委員会委員長代行（* 1949年）[799]
- 12月5日 - ミハイ1世： 元ルーマニア国王（* 1921年）[800]
- 12月8日 - 市川雄一：元衆議院議員【公明党・公明新党・新進党・新党平和所属】、元公明党書記長（* 1935年）[801]
- 12月12日 - エドウィン・リー： アメリカ合衆国・サンフランシスコ市長（* 1952年）[802]
- 12月16日 - イルダ・エルナンデス（スペイン語版）： 元ホンジュラス通信大臣（* 1966年）[803]
- 12月18日 - 奥山茂彦：元自由民主党衆議院議員（* 1942年）[804]
- 12月23日 - 四ツ谷光子：元日本共産党衆議院議員（* 1927年）[805]